# 成田線
成田線（なりたせん）は、千葉県佐倉市の佐倉駅と同県銚子市の松岸駅を結ぶ、東日本旅客鉄道（JR東日本）の鉄道路線（幹線）である。その他以下の支線を持つ。
- 千葉県成田市の成田駅と我孫子市の我孫子駅を結ぶ支線（通称「我孫子支線」）[3][4][5][注 2]
- 成田駅と成田空港駅を結ぶ支線（通称「空港支線」、全線成田市内）[3][4][5][注 4]

いずれも全区間を通して千葉県内を走行する。

## 概要
本路線は、総武本線佐倉駅から北へ分岐し、成田駅を経て、利根川南岸に沿って、再び総武本線との合流駅である松岸駅に至る本線と、成田駅から分岐して我孫子駅に至る支線（我孫子支線）と、成田駅から約2 km北の地点で本線と分岐し空港第2ビル駅を経て成田空港駅に向かう支線（空港支線）を持つ路線である。本線の佐倉駅 - 松岸駅間では総武本線よりも13.4 km営業キロが長い。成田線の正式な起点駅は佐倉駅であるが、千葉駅を発着する成田線発着・経由列車は、総武本線成東駅方面行きの列車との誤乗車防止の観点から、同駅以東で列車の前面・側面表示を含めて「成田線」と案内表示される。
2つの支線のうち我孫子支線は、上野駅発着の常磐線快速電車（一部品川駅発着の上野東京ライン常磐線直通快速電車）が直通運転しており、我孫子支線のみの運行列車も常磐線快速電車使用の電車で運行されている。なお、2001年の同支線全通100周年を機に、一般市民からこの支線の愛称を募集、「水空ライン」という愛称が採用されたが、この愛称は我孫子市などの沿線自治体当局で使われたのみで、JR東日本ではその後も「水空ライン」とは案内せず、「成田線」の案内のままである。
また、空港支線は直通の軌道系交通機関がないため、「世界一不便な国際空港」と揶揄されていた成田空港の状況を懸念した当時の運輸大臣・石原慎太郎の指示により、運輸省内部で1980年代半ばから実際的な検討が進められていたが、建設中止となっていた成田新幹線（東京駅 - 成田空港駅間）の路盤の一部を活用することで、1991年（平成3年）3月19日に京成本線京成成田駅 - 成田空港駅間と同時開業した（成田空港高速鉄道も参照）。開業当初は成田空港駅のみであったが、翌1992年（平成4年）12月3日に空港第2ビル駅が開業した。なお、1983年（昭和58年）8月8日に千葉港と成田空港を結ぶ本格パイプラインが稼動するまでの間は、成田線は千葉港と鹿島港から成田市土屋地先に設けられた基地まで鉄道で航空燃料を輸送（暫定輸送）するルートの一部に用いられていた。

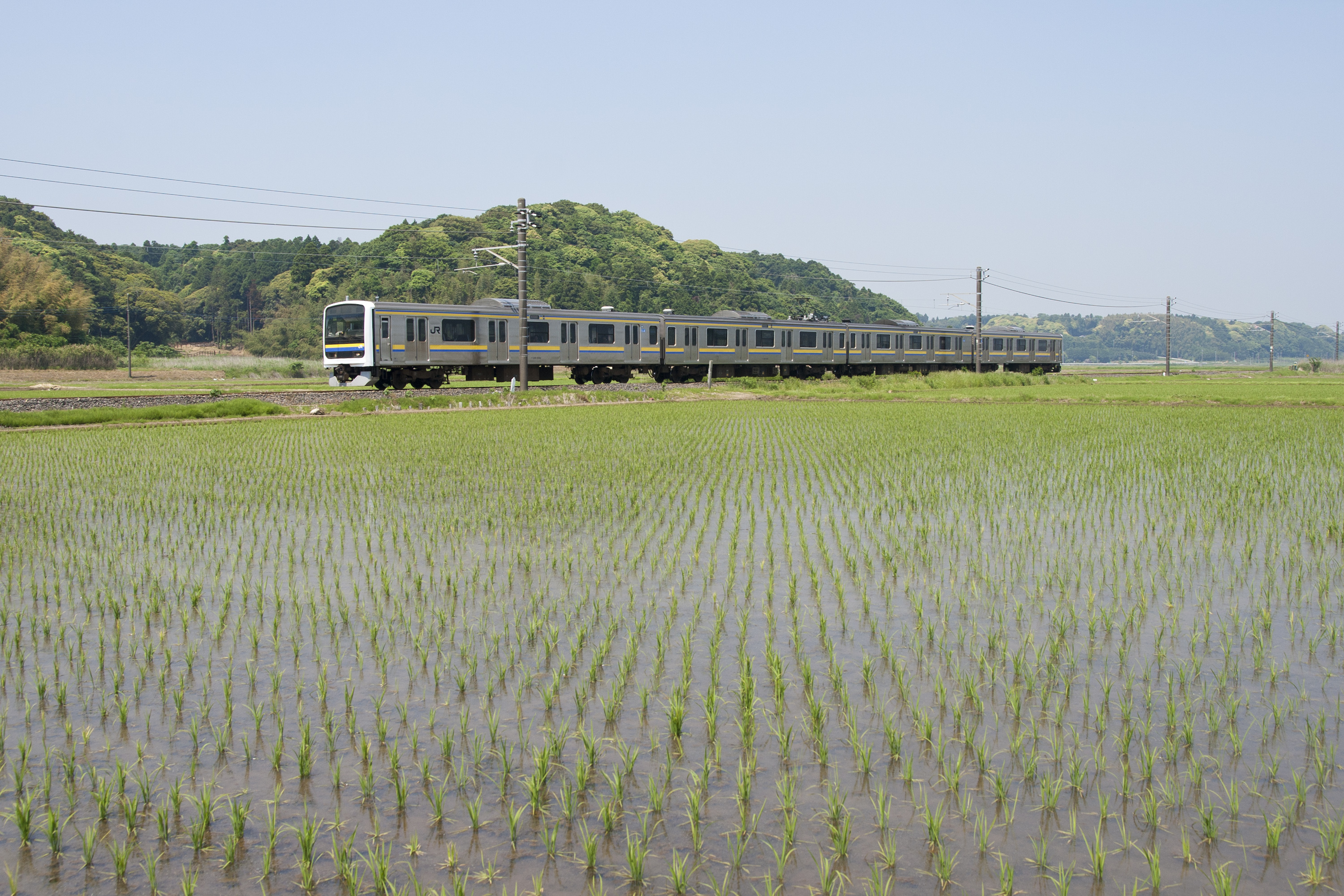
水郷駅 - 小見川駅間の田園地帯を走る209系（千葉県香取市）
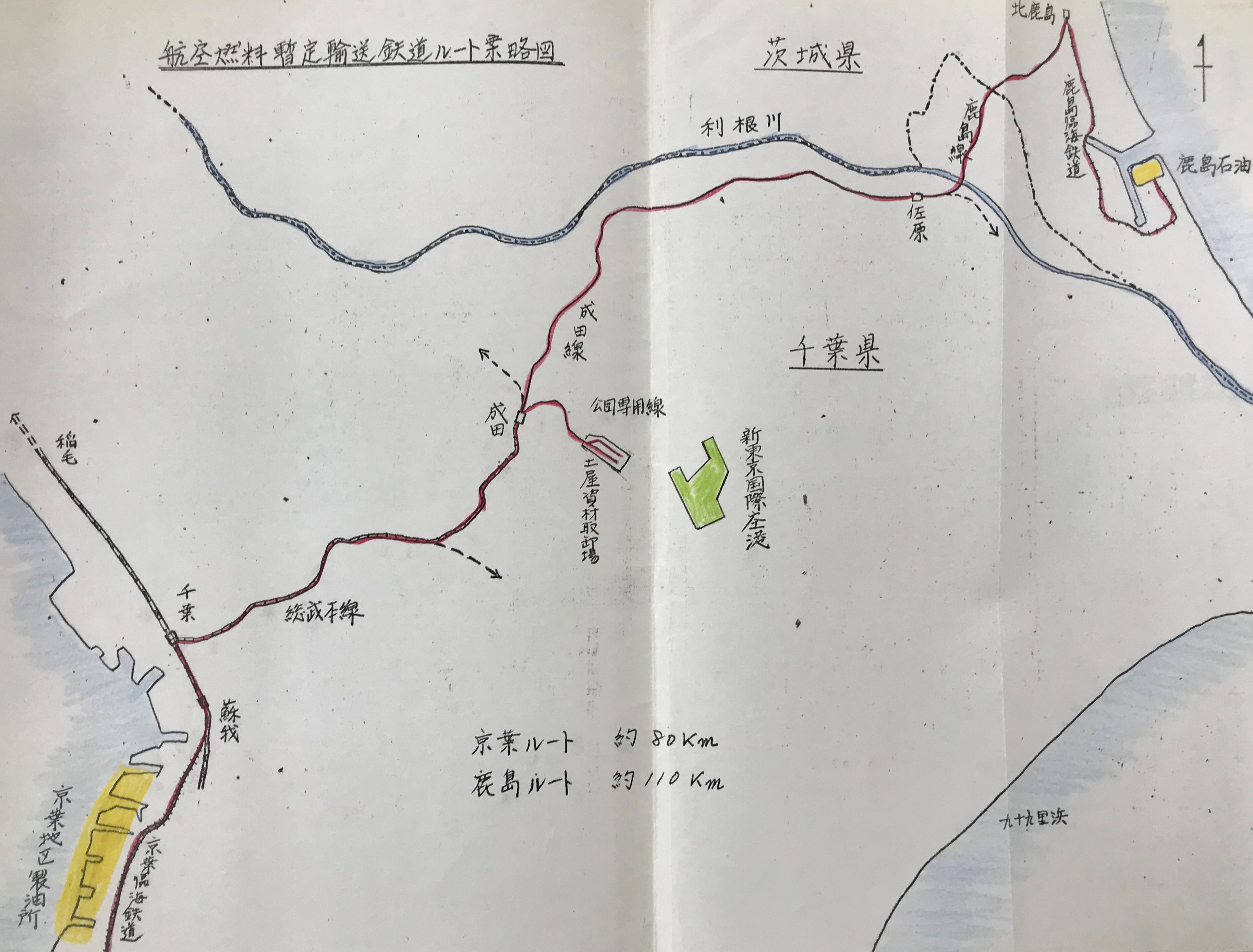
航空燃料暫定輸送鉄道ルート

## 本線と支線の変遷
本路線の国有鉄道時代の本線と支線は、佐倉駅 - 成田駅 - 我孫子駅間が本線、成田駅 - 松岸駅間が支線（その内、佐原駅 - 松岸駅間は佐松線という通称があった）と制定されていた。その経緯は、1920年（大正9年）9月に本路線を建設・運営していた成田鉄道を国有化した際、本路線は国有鉄道線路名称（1909年（明治42年）10月12日に公布された「明治42年鉄道院告示第54号」にて制定）の「総武線の部」所属の成田線と制定され、区間を佐倉駅 - 成田駅 - 我孫子駅・成田駅 - 佐原駅間（前者が本線、後者が支線）と制定されたためであった。その後、1933年（昭和8年）3月までに佐原駅から松岸駅まで延伸開業され、支線区間が成田駅 - 松岸駅間となった後も、その扱いについては変化がなかった。
1987年（昭和62年）4月1日の国鉄分割民営化時に当時の運輸省（現・国土交通省）に提出された「日本国有鉄道の事業等の引継ぎ並びに権利及び義務の承継等に関する基本計画」（JR事業基本計画）で、本路線を「佐倉から松岸まで及び成田から分岐して我孫子まで」と定めたため、本線と支線の区間を本項冒頭の様に変更、支線の通称名も我孫子支線となり、その後1991年（平成3年）3月に成田駅 - 成田空港駅間の空港支線が加わった。

## 歴史
成田線の歴史は総武本線の歴史と密接に関係するため、以下では総武本線の歴史も一部記載する。

### 前史
江戸時代中期以降、江戸っ子に親しまれていた成田山新勝寺の参拝路として整備された成田街道（水戸佐倉道、現在の国道14号、国道296号、国道51号）や東廻り航路として北前船の往来が盛んであった佐原とを結ぶ佐原街道（現在の国道51号）、利根川沿いに整備された銚子街道（現在の国道356号）、千葉の主要な街道として東京湾沿岸地域には房総往還（千葉街道、現在の国道14号、国道16号、国道127号）が存在していた。
しかし、明治期に入ると近代化により従来の街道が国道として明治政府により整備され始め、相対的に佐原の水運が著しく減少した。それと同時期の1872年（明治5年）には新橋 - 横浜間に日本初の鉄道が開通、鉄道敷設運動が日本全国で始まった。この機運に乗じ、千葉県内では1886年（明治19年）頃から馬車鉄道や蒸気鉄道の敷設計画が始められた。1887年（明治20年）11月には水運が減少したことによる佐原の将来を危惧し、代替として鉄道での貨物輸送による発展を目指した佐原の伊能権之丞らが発起した武総鉄道会社が設立、一方で同様の理由から、成東の安井理民らが発起した総州鉄道会社が設立されるなど、相次いで鉄道敷設の申請が行われた。なお、これらは前述した街道沿いでの敷設を計画していた。しかし、当時は従来からの水上交通の実績に対する評価が高く、また利根運河の開削も決まったばかりであったため、千葉県知事の船越衛が鉄道敷設に対して慎重になり、両者に対し、計画の翻意や合併を促してきた。総州鉄道は東京府知事を通じて正式に出願し、これに対し船越知事もやむなく武総鉄道を内閣に進達したが、「利根・江戸両川の水運が至便であるうえに、この地方の状況は鉄道敷設を必要とするほど発展していない」などとして、結局は却下されている。
1887年（明治20年）11月に申請された計画ルート
武総鉄道株式会社：本所 - 市川 - 船橋 - 千葉 - 佐倉 - 成田 - 佐原
総州鉄道株式会社：本所 - 市川 - 船橋 - 千葉 - 佐倉 - 八街 - 芝山 - 八日市 - 銚子

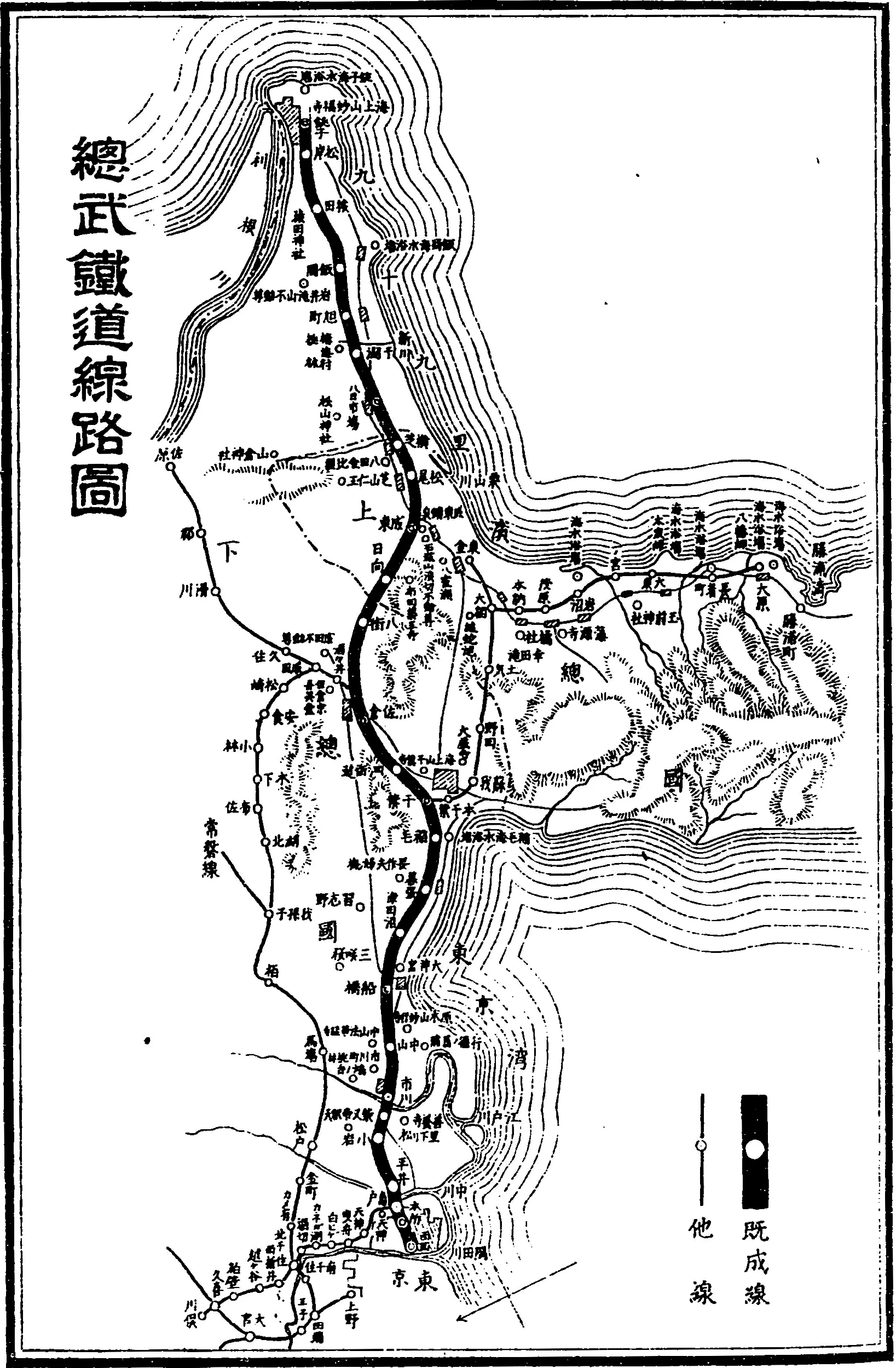
総武鉄道株式会社 1906年の路線図

なお、昭和初期までは、現在の陸上自衛隊下志津駐屯地付近から四街道市、佐倉市一帯に、旧佐倉藩の砲術練習所を前身とする陸軍砲兵射的学校（1886年〈明治19年〉創立）があった。これを利用し、両社とも軍事利用されることを意図して、こうした陸軍営所を経由する鉄道敷設計画を立てた。なお、双方とも本所（錦糸町駅）が起点であるのは、東京の下町は住宅密集地で鉄道建設が困難と判断し、市街地を網羅していた東京市電と接続することを計画したためである。
上述の経験から、競願の不利益さを悟った両社の発起人は合併を協議し、発起人に利根川水運の株主であった県会議長の池田栄亮などの有力者を加え、1889年（明治22年）1月に総武鉄道株式会社を創立した。総武鉄道は翌2月に再願を申請した。この時の出願では、利根運河との競合を避けるとともに陸軍の支持が得られるように国府台・津田沼・佐倉などの軍営所在地を通る以下のルートを採用し、その使命に「軍事輸送と政府開墾地への輸送」を掲げていた。
1889年（明治22年）1月に申請された計画ルート
総武鉄道株式会社：本所 - 市川 - 船橋 - 千葉 - 佐倉 - 八街
総武鉄道の狙い通り「陸軍営所を通過し、用兵上にも便利である」とする陸軍省の意見が決め手となり、1889年（明治22年）4月に仮免状が下付され、同年12月に小岩 - 佐倉間の免許状が降りた。ただし、計画の一部変更などにより、工事着手は1893年（明治26年）8月となる。なお、1892年（明治25年）に公布された鉄道敷設法で「東京府下上野ヨリ千葉県下千葉、佐倉ヲ経テ銚子ニ至ル鉄道及本線ヨリ分岐シテ木更津ニ至ル鉄道」が将来建設されるべき鉄道として指定された。しかし、成田や佐原を経由する鉄道敷設計画に関して軍部は関心を示さなかった。

### 成田鉄道

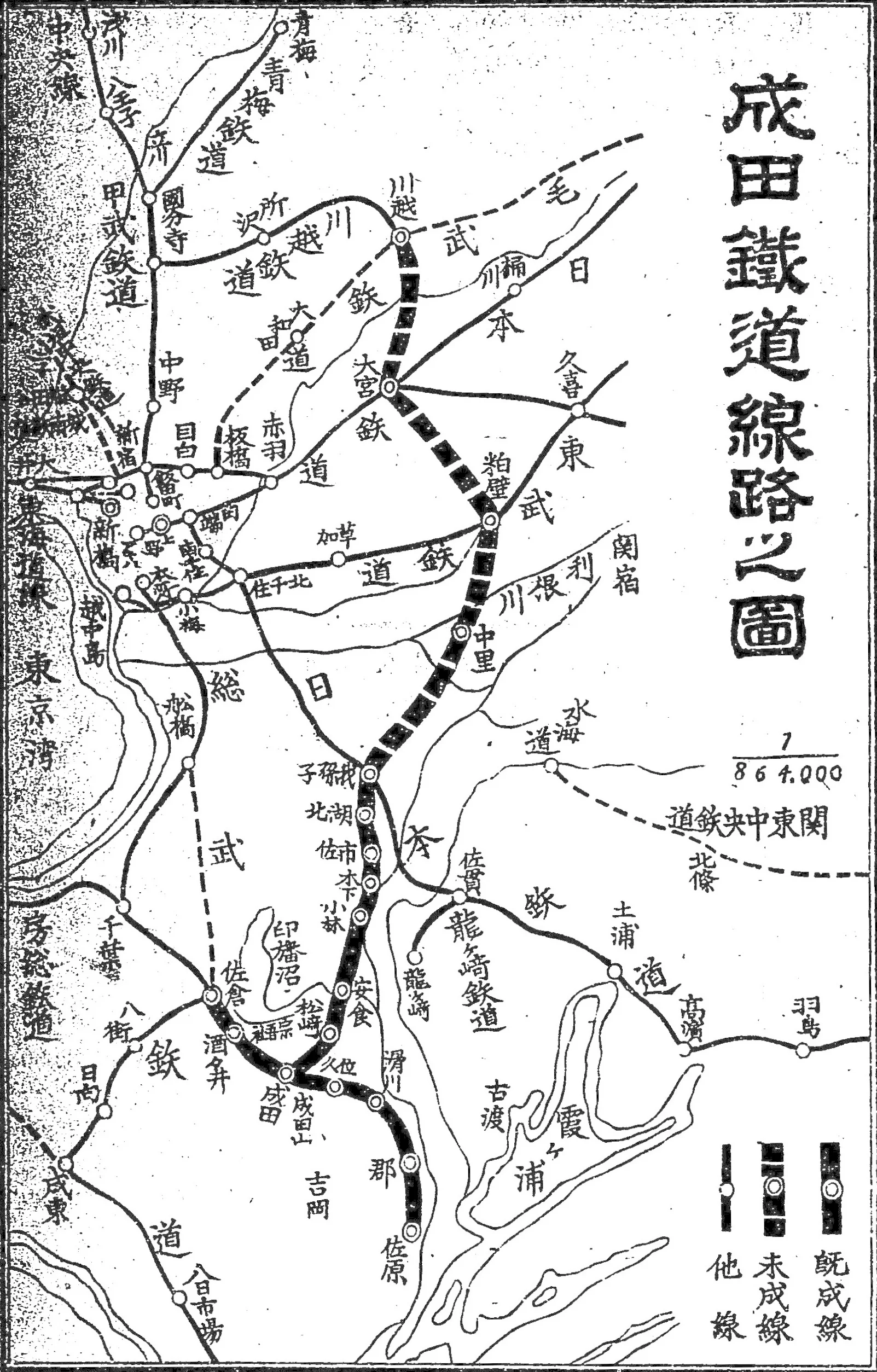
成田鉄道株式会社 1903年の路線図

1894年（明治27年）7月20日に市川駅 - 佐倉駅間が開業し、総武鉄道は千葉県内初の鉄道となる。しかし、直後の8月1日に事態は一転した。日清両国で宣戦布告がなされ、即座に総武鉄道は日清戦争での兵員輸送に活用された。これにより軍部は佐原方面への鉄道敷設に関心を持つ。1894年（明治27年）に創立された下総鉄道は1895年（明治28年）に成田鉄道株式会社に社名を変更、同年11月に鉄道敷設の免許状を取得した。これによって敷設が始められ、1897年（明治30年）佐倉駅 - 成田駅間が開業し、佐倉駅で総武鉄道（現・総武本線）との連絡も実現した。その後、成田駅以降の延伸が進められ、1898年（明治31年）には当初の敷設計画の最終地であった佐原駅までが開業した。
さらに1901年（明治34年）には成田駅 - 我孫子駅間（現・我孫子支線）が開業した。当区間が開業した目的は、1896年（明治29年）に設立された関東鉄道（1897年〈明治30年〉成田鉄道に合併、現在ある関東鉄道とは無関係）が申請していた成田 - 川越の免許を、成田鉄道延長線として成田 - 我孫子に短縮の上敷設するためであった。また、街道として成田街道支線（松崎街道、県道18号）が成田山新勝寺 - 安食 - 木下を、銚子街道が我孫子 - 木下を結んでおり、この路線の開業で、常磐線との接続や街道沿線の地域を補填することを図ったが、同様に銚子街道が通過していた木下 - 滑川の利根川沿いの地域は補填されなかった。

### 国有化後
1920年（大正9年）に成田鉄道は国有化され、佐倉駅 - 我孫子駅間、成田駅 - 佐原駅間が成田線となった。
その後、1922年（大正11年）に改正鉄道施設法が公布されると、立憲政友会（政友会）を中心に全国的に国有鉄道のローカル線誘致建設の動きが活発化、千葉県佐原地方では当時政友会の代議士であった今井健彦が「佐松線早期実現」をスローガンに佐原駅 - 松岸駅間の鉄道建設を公約とした強力な運動を展開したことにより成田線の延長が決定、その際に駅位置や駅名を巡る紛争が、沿線各地の町村で相次いで起き、小見川町（現・香取市小見川）では、前述の政友会の運動に呼応し、小見川駅設置に積極的に協力したが、開通の見通しがつくと地元の利害得失が表面化して駅を設置する予定でいた野分地区の駅設置に対し反対を唱え、全く別の市街中央を流れる黒部川東岸か西岸かで町内を二分する争いとなり、政権交代で与党となった立憲民政党代議士の鵜沢宇八に働き掛け、東岸の現在地で決着した。その他駅位置などをめぐる争いは、水郷駅（当時の大倉村と豊浦村との境界に跨る形で設置される駅の名称をめぐる争い）や椎柴駅（椎柴村と舟木村との争い）で起こった。また、当初は下総笹川を駅名とする予定でいた笹川駅は、笹川町（現・香取郡東庄町）が天保水滸伝ゆかりの土地の駅名として相応しくないと挙町一致で大反対、それまでの東北本線笹川駅を安積永盛駅と改名させて実現した駅名である。こうした沿線での数々の騒動を引き起こしながらも1931年（昭和6年）11月10日には笹川駅まで、1933年（昭和8年）3月11日には松岸駅までそれぞれ延伸開業、松岸駅で総武本線と接続し、今日の路線形態が完成した。なお、前述の今井の運動の影響により、この区間は「佐松線」という通称名で呼ばれている。
総武本線では明治末期から複線化が進み、1923年（大正12年）の関東大震災の都市復興計画により、御茶ノ水駅 - 錦糸町駅が開業、同時に千葉駅までの電化が推進された。しかし、千葉駅以東は蒸気機関車による非電化・単線が継続し、成田線も同様の扱いであった。これらが一転するのは、戦後のモータリゼーションと1960年代以降の新東京国際空港（現・成田国際空港）の建設計画に起因する。1950年代以降、蒸気機関車の淘汰が始まり、そして東京国際空港（羽田空港）が増大する需要に対応できなくなっており新たな空港建設計画が始まった。候補地の一つであった富里市・八街市（旧：印旛郡富里村・八街町）に内定したが、反対運動によって頓挫した。しかし、周辺市町村での建設が確定したことで、総武本線と成田線は佐倉駅までの電化・複線化を推進し、1966年（昭和41年）には成田市を中心とした地区での空港建設が閣議決定したことにより、成田線の重要度が総武本線より増大、成田駅までの電化・複線化が決定した。なお、新空港へのアクセスとして成田新幹線の建設が立案され、1971年の基本計画にも明記されていたが、結局開業することなく頓挫した。1991年に新幹線計画の遺構を一部流用する形で成田駅 - 成田空港駅間（空港支線）が開業。京成本線とともに空港ターミナルへの直接乗り入れ（空港連絡鉄道）が実現した。成田線と京成本線では1960年代後期から1990年代初期まで空港建設反対運動による妨害行為が多発していたが、1991年（平成3年）以降に行政や新東京国際空港公団などによる歩み寄りが始まったことなどからほぼ沈静化した。空港支線の開通により運行形態は大きく変化し、総武本線との直通運転による横須賀・総武快速線や成田エクスプレスが運行され始めた。また、千葉駅始発の成田線が増発され、一方で我孫子支線は2015年（平成27年）3月14日に上野東京ラインとして東海道本線品川駅までの直通運転が開始された。

### 年表

#### 成田鉄道
- 1894年（明治27年）7月25日：下総鉄道に対し仮免状下付（佐倉 - 佐原間）[28]。
- 1895年（明治28年）
  - 8月22日：成田鉄道に社名変更（届）[29]
  - 11月27日：免許状下付[30][31]
- 1897年（明治30年）
  - 1月19日：成田鉄道（初代） 佐倉駅 - 成田駅間が開業[32]。
  - 12月29日：成田駅 - 滑河駅間が延伸開業[33]。
- 1898年（明治31年）2月3日：滑河駅 - 佐原駅間が延伸開業[34]。
- 1901年（明治34年）
  - 2月2日：成田駅 - 安食駅間が開業[35]。
  - 4月1日：安食駅 - 我孫子駅間が延伸開業[36]。
  - 7月15日 鉄道免許状返納（1898年6月29日免許 佐原 - 小見川間 工事竣工期限経過ノタメ）[37]
  - 8月10日：松崎駅・小林駅が開業[38]。
- 1902年（明治35年）
  - 3月1日：日本鉄道上野駅 - 成田駅間直通列車運転開始[39][40][41]。
  - 4月9日：上野成田直通列車に日本初の喫茶室付一等客車が連結される（食堂車としては日本で3番目。喫茶室には、回転椅子とテーブルが置かれ、ビールやコーヒー、果物類が販売され、新聞雑誌も備え付けられていた）[42][43][40][41]。
  - 7月1日：久住駅が開業[44]。
- 1904年（明治37年）3月20日：成田駅 - 総武鉄道本所駅（現在の錦糸町駅）間直通列車運転開始[39]。
- 1918年（大正7年）3月27日 軽便鉄道に指定[45]

#### 国有化以降
- 1920年（大正9年）9月1日：成田鉄道が国有化され佐倉駅 - 我孫子駅間、成田駅 - 佐原駅間が成田線となる[13]。松崎駅を下総松崎駅に改称。機関車8両、客車62両、貨車98両を引き継ぐ[46]。
- 1926年（大正15年）4月1日：大戸駅が開業[47]。
- 1931年（昭和6年）11月10日：佐原駅 - 笹川駅間が開業[47]。
- 1933年（昭和8年）3月11日：笹川駅 - 松岸駅間が開業[47]。
- 1938年（昭和13年）6月29日：我孫子駅 - 湖北駅間で線路が冠水。全面運休[48]。
- 1944年（昭和19年）4月1日：決戦非常措置要綱に基づき、成田線（佐倉駅 - 松岸駅間）の列車の二等車が廃止される[49]。
- 1957年（昭和32年）4月1日：郡駅が下総神崎駅に改称[47]。
- 1958年（昭和33年）4月1日：新木駅が開業[47]。
- 1967年（昭和42年）12月21日：臨時新東京国際空港閣僚協議会決定「新東京国際空港関連事業計画について」において、成田空港供用開始（1971年予定）までを目途に、佐倉 - 成田間の複線化整備をすすめるとされる。
- 1968年（昭和43年）
  - 2月25日：佐倉駅 - 成田駅間が自動信号化。
  - 3月28日：佐倉駅 - 成田駅間が電化[47]。
- 1970年（昭和45年）
  - 6月1日：成田駅 - 佐原駅間が自動信号化。
  - 6月5日：佐原駅 - 水郷駅間が自動信号化。
  - 7月15日：成田駅 - 香取駅間に列車集中制御装置 (CTC) を導入。
  - 10月1日：成田駅 - 我孫子駅間が自動信号化。佐倉駅 - 成田駅 - 我孫子駅間がCTC化。
- 1973年（昭和48年）
  - 9月28日：成田駅 - 我孫子駅間が電化[47]。
  - 9月29日：本佐倉信号場 - 酒々井駅 - 並木信号場間が複線化[47]。本佐倉信号場・並木信号場が開業[47]。
- 1974年（昭和49年）
  - 2月14日：水郷駅 - 松岸駅間が自動信号化。
  - 3月15日：香取駅 - 松岸駅間がCTC化[50]。
  - 10月26日：成田駅 - 松岸駅間が電化[47]。
- 1978年（昭和53年）6月19日：成田空港への航空燃料暫定輸送を行う貨物列車を襲撃する過激派を警戒していたヘリコプターが佐倉市内の沿線に墜落。暫定輸送警備中にヘリコプター墜落事故で殉職した、鉄道公安職員・警察官らの慰霊碑

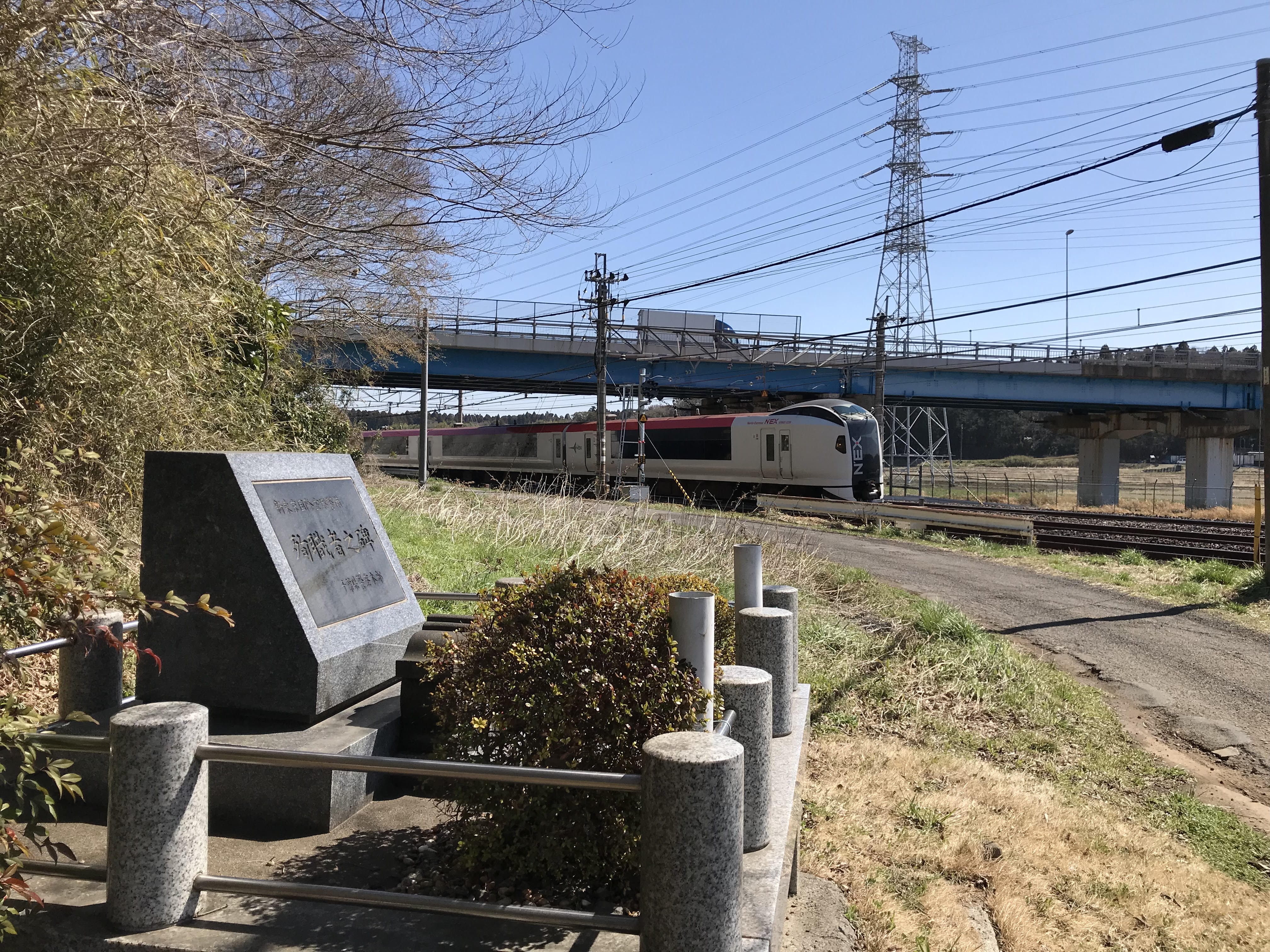
暫定輸送警備中にヘリコプター墜落事故で殉職した、鉄道公安職員・警察官らの慰霊碑

- 1979年（昭和54年）10月10日 - 早朝、久住駅 - 滑河駅間の大菅踏切付近でレールのジョイントのボルト、枕木の犬釘が抜かれる事件が発生。また同日深夜には同じ大菅踏切付近で成田空港へ航空燃料を輸送する貨物列車が襲撃を受けてディーゼル機関車が破壊される事件が発生した[51]。
- 1984年（昭和59年）2月1日：成田駅 - 我孫子駅間の貨物営業廃止。
- 1986年（昭和61年）
  - 2月24日：佐倉駅 - 本佐倉信号場間、並木信号場 - 成田駅間が複線化[47]。本佐倉信号場・並木信号場が廃止[47]。
  - 11月1日：香取駅 - 松岸駅間の貨物営業廃止。

#### 国鉄分割民営化以降

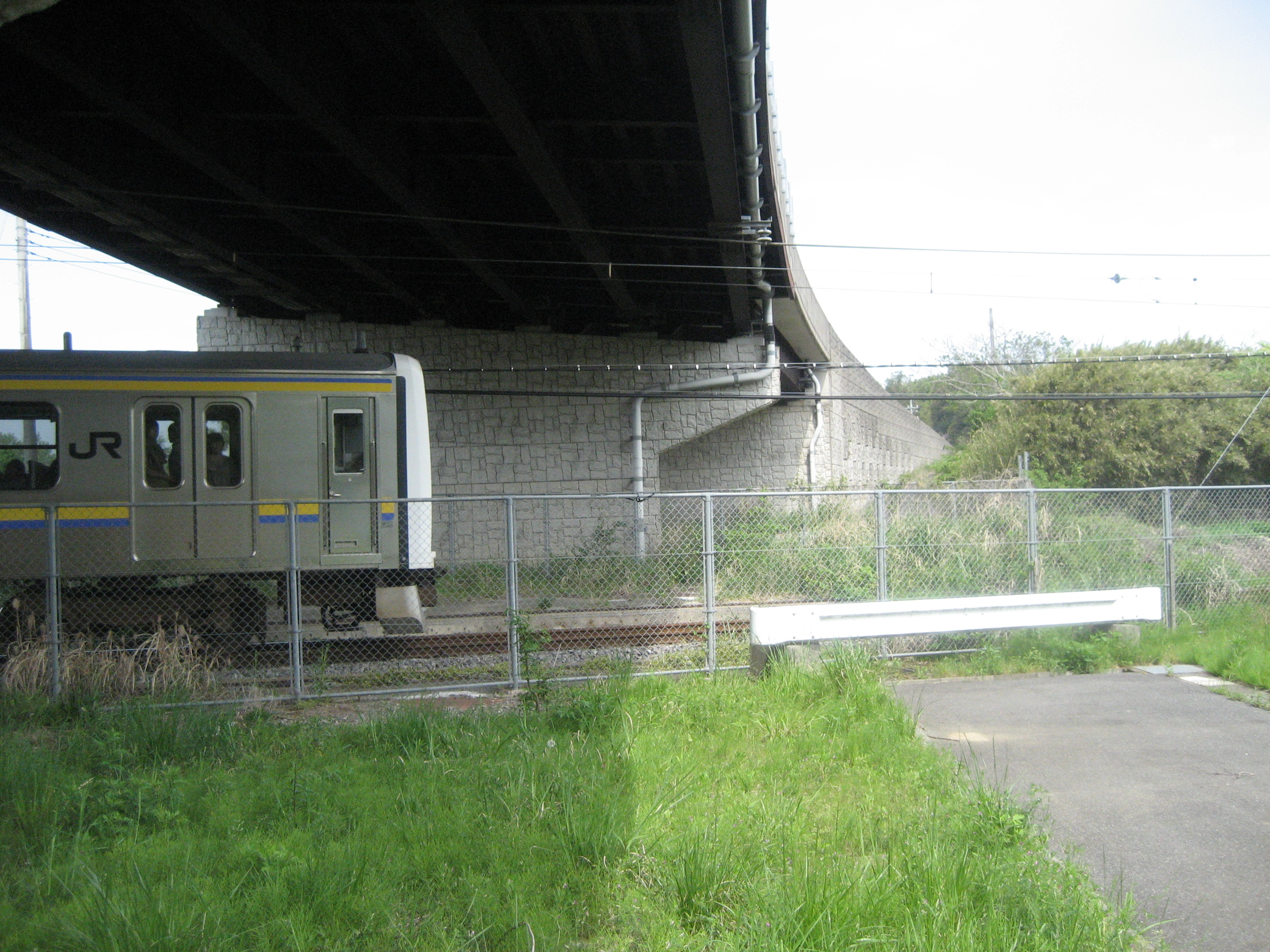
立体交差化された大菅跨線橋と成田線との交差部分（209系電車車両先端部付近に踏切跡の一部が見える）

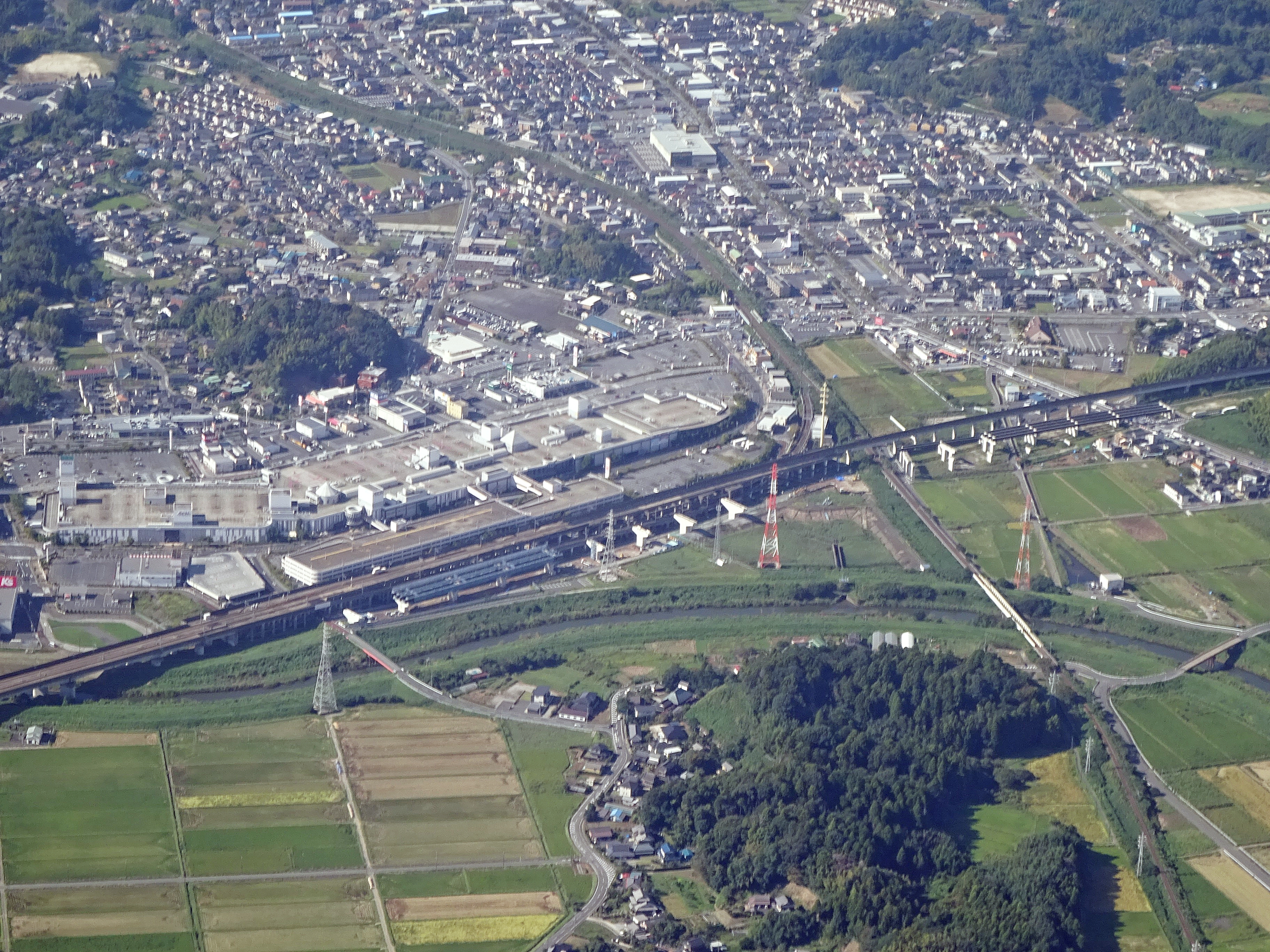
成田線分岐点と成田スカイアクセス線を空撮（2023年）

- 1987年（昭和62年）4月1日：国鉄分割民営化により東日本旅客鉄道（JR東日本）に承継[47]。
- 1991年（平成3年）3月19日：成田駅 - 成田空港駅間の支線が開業（当初よりCTC・ATS-P導入）[47]。
- 1992年（平成4年）
  - 9月14日：午後4時過ぎ、久住駅 - 滑河駅間の大菅踏切で千葉発佐原行き普通列車1457Mと過積載のダンプカーが衝突。列車の運転士は救急車で病院に搬送中に死亡。この事故を契機に踏切事故から運転士を保護するため、前面強化構造ではない113系や115系、165系などの一部車両に補強板が取り付けられたほか、209系以降の電車の運転席にクラッシャブルゾーンが設けられた。事故後の1998年2月25日に大菅踏切は立体交差化され、廃止となった[52]。（詳細は「成田線大菅踏切事故」を参照）
  - 12月3日：空港第2ビル駅が開業[9][47]。
- 1994年（平成6年）10月28日：佐倉駅 - 成田駅間で ATS-P 使用開始。
- 1997年（平成9年）
  - この年：我孫子支線の部分複線化工事開始（用地買収段階で凍結）。
  - 3月22日：成田駅 - 松岸駅間の普通列車が全列車とも禁煙となる[53]。
- 2000年（平成12年）3月12日：成田駅 - 我孫子駅間で ATS-P 使用開始。
- 2001年（平成13年）11月18日：東京近郊区間の佐倉駅 - 成田駅間でICカード乗車券「Suica」サービス開始。
- 2009年（平成21年）
  - 3月14日：京成成田空港線敷設工事に伴い、根古屋信号場が廃止[47]。空港第2ビル駅寄りに堀之内信号場が開設[47]。成田駅 - 松岸駅間が東京近郊区間に組み込まれ、同時に「Suica」サービス開始[6]。
  - 10月1日：113系の老朽化などの事由により、千葉駅 - 成田駅 - 銚子駅間に209系2000・2100番台電車の投入を開始[54]。
- 2010年（平成22年）2月14日：成田駅 - 松岸駅間でATS-Pの使用開始。
- 2015年（平成27年）3月14日：上野東京ライン開業に伴い、我孫子支線の一部電車が東海道本線品川発着となる。
- 2018年（平成30年）4月15日：成田市の都市計画道路事業の一環で、成田駅 - 下総松崎駅間の一部区間（成田湯川駅付近）を新線に切り替え[55][56]。
- 2021年（令和3年）
  - 3月13日：佐原駅 - 香取駅間のE131系使用列車（鹿島線直通）でワンマン運転を開始[57]。
  - 4月30日：同月1日に我孫子駅 - 成田駅間開業120周年を迎えたことを記念し、帯色を同区間で1990年代後半まで使用していた車両（113系）をイメージしたスカ色に変更したE231系（マト139編成）を5月末まで運転[58][59]。 成田線開業120周年記念列車
（E231系0番台マト139編成）

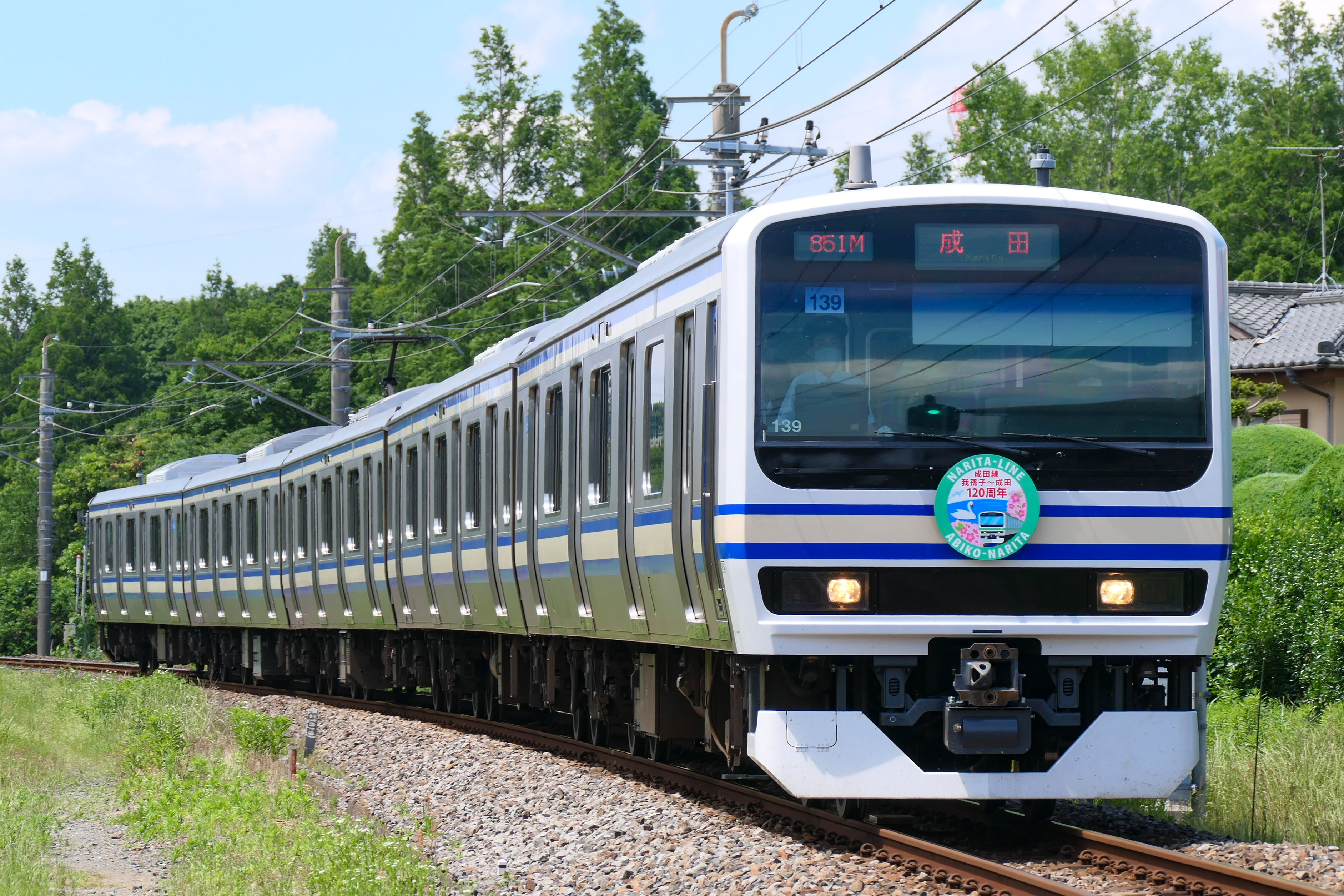
成田線開業120周年記念列車
（E231系0番台マト139編成）

- 2022年（令和4年）3月12日：成田駅 - 佐原駅間のE131系使用列車でワンマン運転を開始[60]。
- 2026年（令和8年）7月1日（予定）：支社制から事業本部制への再編に伴い、首都圏本部管内の我孫子駅付近を除いた全線の管轄が、これまでの千葉支社から千葉事業本部に変更される（我孫子駅は松戸事業本部の管轄となる）[61]。

## 運行形態

### 旅客輸送

#### 本線
普通列車は、日中上りの半数および日中以外には総武本線千葉駅まで乗り入れ、日中の多くは成田駅および総武本線銚子駅を始発・終着駅とする。快速列車は横須賀線・総武快速線から千葉駅・総武本線を経て当線に乗り入れる。総武快速線を経由して成田空港駅に直通する列車（2018年3月17日のダイヤ改正までは「エアポート成田」の愛称が付けられていた）も設定されており、成田駅で成田駅 - 銚子駅間の普通列車と接続する。総武本線経由や鹿島線列車と区別する意味合いから総武線内でも成田線に直通する列車を「成田線の列車」として案内している。
主な運用車両は、快速列車がE217系・E235系1000番台、普通列車が209系・E131系（鹿島線直通列車）である。優等列車では、特急「成田エクスプレス」のE259系、臨時特急「あやめ祭り号」のE257系などである（詳細は「使用車両」を参照）。
本線を走る多くの列車が佐倉駅 - 成田駅間を経由する東京方面直通の成田空港アクセス列車であり、空港連絡鉄道としての役割が重要視されており（「空港支線」の節も参照）、成田空港行き快速列車から接続する成田発の銚子行き普通列車が設定されるなど、空港連絡列車中心のダイヤ編成となっている。また長編成の貨物列車も走行するため、久住駅 - 香取駅間の交換設備では線路長を長く取っている。
香取駅から分岐する鹿島線直通列車は、多くが佐原駅発着だが、成田駅発着列車や東京方面直通列車も設定されている。かつては鹿島線特急であった「あやめ」は、2004年10月16日に成田線特急「すいごう」を統合し、成田線特急「あやめ」として銚子駅・鹿島神宮駅発着便がそれぞれ1往復ずつ（臨時便は除く）運行されていたが、2015年3月14日のダイヤ改正で廃止された。いずれも佐原駅 - 鹿島神宮駅・銚子駅間は普通列車として運行されていた。
成田駅 - 佐原駅 - 銚子駅間は1時間に1 - 2本程度の運転である。
千葉駅 - 佐原駅 - 銚子駅間の普通列車は最大8両編成、鹿島線直通列車は2両または4両編成で運転されている。
なお、前述の通り千葉駅 - 佐倉駅間は総武本線であり、そこに成田線列車が乗り入れている形態であるが、交通新聞社発行の時刻表などにおいては、成田線系統に重きが置かれている場合がある。例えば、「全国版コンパス時刻表」や「MY LINE 東京時刻表」では、千葉駅 - 四街道駅・佐倉駅間の総武本線内しか運転しない列車であっても、これらは成田線のページにしか載っておらず、総武本線のページでは佐倉駅を跨ぐ列車のみを掲載している。
大晦日から元日にかけての終夜運転では、東千葉駅のみ通過の千葉駅 - 成田駅間の209系快速列車が4往復程度設定される。

#### 空港支線
前述のように、成田新幹線の施設を転用し本線に接続してJRの成田国際空港へのアクセス路線とした経緯があるため、成田駅から本線との分岐点（イオンモール成田付近にあり、単独の信号場ではなくここまでが成田駅構内扱い）までがJR東日本の第一種鉄道事業区間、そこから先は成田空港高速鉄道の第三種鉄道事業区間（JR東日本が第二種鉄道事業者）となっている。なお、分岐点には黒地に白抜きで「NKT 0.0」と書かれた境界を示す標識が立っている。
この区間を走る定期列車は、朝夕の通勤時間帯及び日中時間帯に209系8両編成による総武本線千葉駅発着の普通列車が6往復運行されている以外は特急「成田エクスプレス」と、E217系やE235系1000番代による快速のみで、いずれの列車も空港第2ビル・成田空港の両駅に停車する。佐倉駅・成田駅 - 成田空港駅間のシャトル運転はなく、全列車がこれらの総武本線直通列車である。日中の本線は1時間あたり「成田エクスプレス」1 - 2本、快速及び千葉駅発着の普通が1 - 2本のダイヤとなっているが、同じく成田空港に乗り入れる京成線には特急「スカイライナー」が3本（日中20分間隔）・京成本線経由の快速が3本（日中20分間隔）・成田スカイアクセス線経由のアクセス特急が1 - 2本（日中40分間隔）運行されており、JRよりも圧倒的に本数が多い。
2022年3月改正までは総武快速線の通勤快速のうち、朝の上り1本が空港支線から直通していた。

#### 我孫子支線
支線内（成田駅 - 我孫子駅間）運転のほか、常磐線快速電車が直通運転を行っているが、本線（佐倉・佐原方面）・空港支線との定期列車の直通運転は行われていない。そのため、常磐快速線の一部として機能している。
起点から終点へ向かう列車を下りとする定義に従えば我孫子方面が「下り」であるが、実際には我孫子方面が「上り」、成田方面が「下り」として運用されており、列車番号も我孫子から成田へ向かう列車に（下りを示す）奇数番号が付番されている。常磐線直通列車は我孫子駅で列車番号が変わる。
定期列車はすべて普通列車（各駅停車）で、途中駅発着の区間列車もなく、全列車が成田駅 - 我孫子駅間の全区間を通して運転する。線内運転列車のほか、常磐線直通列車（常磐線内快速）が下り平日16本・土休日17本、上り20本運行されており、このうち朝の上り2本と平日夜2本と、我孫子発18時 - 23時台の下り各1本（ただし、19時台は2本で計7本、土休日は20時台の1本を除く6本）は上野東京ライン経由品川駅発着となっている。日中は線内運転の列車と常磐線直通列車が1時間に1本ずつ運行されている。なお、直通の有無や発着駅が平日と土曜・休日で異なる列車もあるが、線内の運転時刻は全日同一である。上野駅発着の一部列車と品川駅発着の全列車は我孫子駅で増解結を行う。増解結を行う列車は成田線内は基本編成10両編成での運転で、我孫子駅では5両の付属編成が増解結の対象となる。本線・空港支線で見られるような多層建ては行っていない。なお、直通列車の場合でも昼間を除き我孫子駅での停車時間が長い列車が多く、同駅で上りは常磐線土浦駅・取手駅方面からの快速上野行きまたは上野東京ライン品川行きが先発し、下りは後発の快速から乗り継げる場合が多い。
時刻表上においては、常磐快速線直通列車を含め線内は全列車が普通列車であるが、成田発上野行き列車の車内放送では「快速 上野行き」と案内されている。駅に掲示されている時刻表にも「快速 上野行き」と表記されていた期間があり、利用者の間では成田発上野行きの列車は「快速」との認識がある。これは、本線・空港支線における総武快速線直通列車と類似しているが、本線・空港支線の直通列車は千葉駅以東でも快速列車として運転する点が異なる（東千葉駅を通過）。なお、このような直通運転先の種別での案内は本線区に限らず行われている。
全線単線で、全駅に列車交換設備がある。車両は常磐線快速電車と共用の直流電車（E231系5両または10両編成）を使用する。
このほか、正月には成田山新勝寺初詣参拝向けに終夜運転が2往復程度運転されるほか、団体専用列車も運行される場合が多い。
沿線では、我孫子市・印西市を中心に住宅が多い上、沿線自治体以外（旧本埜村、茨城県北相馬郡利根町等）からの需要もあるが、朝の上り以外は毎時2 - 3本という本数の少なさから、中間駅で乗車人員が多い湖北駅、布佐駅でも4,000人程度に留まっている。特に東我孫子駅からは徒歩15分程度の常磐線天王台駅に、湖北駅周辺からは天王台駅・我孫子駅へ高頻度運転されている阪東自動車の路線バスに多くの利用者が流れている。
2007年末から2008年夏の多客時には上野駅 - 我孫子駅 - 成田駅 - 成田空港駅間で臨時快速列車「エアポート常磐」が運行された。
1985年11月の「国電同時多発ゲリラ事件」を契機に担当乗務員区を変更し、運転士は常磐快速線の電車を担当する松戸運転区へ、車掌は松戸車掌区と成田車掌区へそれぞれ移管、2012年3月17日には我孫子運輸区が新設され、松戸車掌区と松戸運転区（ともに前日の3月16日限りで廃止）および成田車掌区から業務が移管された。

### 過去の列車

#### 快速（千葉駅発着）
1975年3月10日のダイヤ改正で千葉駅 - 成田線経由 - 銚子駅間に1日1往復設定された快速で、東京駅 - 千葉駅間の快速が「総武快速」と呼ばれたのと区別するため、この快速は「千葉快速」と呼ばれた。朝に上り、夜に下りが運転され、当初の停車駅は千葉駅・四街道駅・佐倉駅・成田駅・滑河駅・下総神崎駅・佐原駅・小見川駅・笹川駅・下総豊里駅・松岸駅・銚子駅であったが、1978年10月2日のダイヤ改正で普通に格下げされる形で廃止された。
なお、2019年10月27日より深夜帯に成田空港発千葉行きが1本設定された。

### 貨物輸送
佐倉駅 - 香取駅間を1日2往復の高速貨物列車が経由するが、成田線内にはJR貨物の駅は設けられていないため、線内での貨物取扱もない。どちらも香取駅から鹿島線経由で鹿島臨海鉄道鹿島臨港線神栖駅に発着する列車である。

## 使用車両

### 現在の使用車両
すべて電車で運転されている。
特急列車
- E259系（成田エクスプレスで使用、鎌倉車両センター所属）

普通・快速列車
- 209系2000・2100番台（幕張車両センター所属）
  - 本線と空港支線の普通として、千葉駅 - 銚子駅・成田空港駅間で4・6・8両編成で運行されている。

- E235系1000番台（鎌倉車両センター所属）
  - 横須賀・総武快速線直通列車用で、2020年12月21日より運行開始。本線と空港支線の快速として久里浜駅 - 東京駅 - 成田空港駅・鹿島神宮駅間で11両または15両編成で運行される。15両の場合、横須賀線逗子以南では久里浜寄り4両が逗子で増解結される。鹿島神宮発着列車は4両編成で運行される。

- E131系（幕張車両センター所属）
  - 2021年3月13日より運行開始。当路線では鹿島線直通列車（佐原駅 - 鹿島神宮駅間）および成田駅 - 佐原駅間の一部列車で運用される。全区間でワンマン運転を行っている。

- E231系（松戸車両センター所属）
  - 我孫子支線でのみ使用されており、常磐線快速電車と共通運用で5両または10両編成で運行される。

臨時列車
- E257系（2015年3月13日まで特急「あやめ」で定期運用に就いていた。2024年現在は臨時列車での運用）
- 209系2200番台（団体専用のサイクルトレイン「B.B.BASE」で使用される。幕張車両センター所属）
- E653系（1月のみ運転される臨時特急列車「開運成田山初詣栃木号」「開運成田山初詣青梅号」「開運成田山初詣八王子号」「開運成田山初詣群馬号」「開運成田山初詣武蔵野号」や、団体列車等に使用される。勝田車両センター所属）

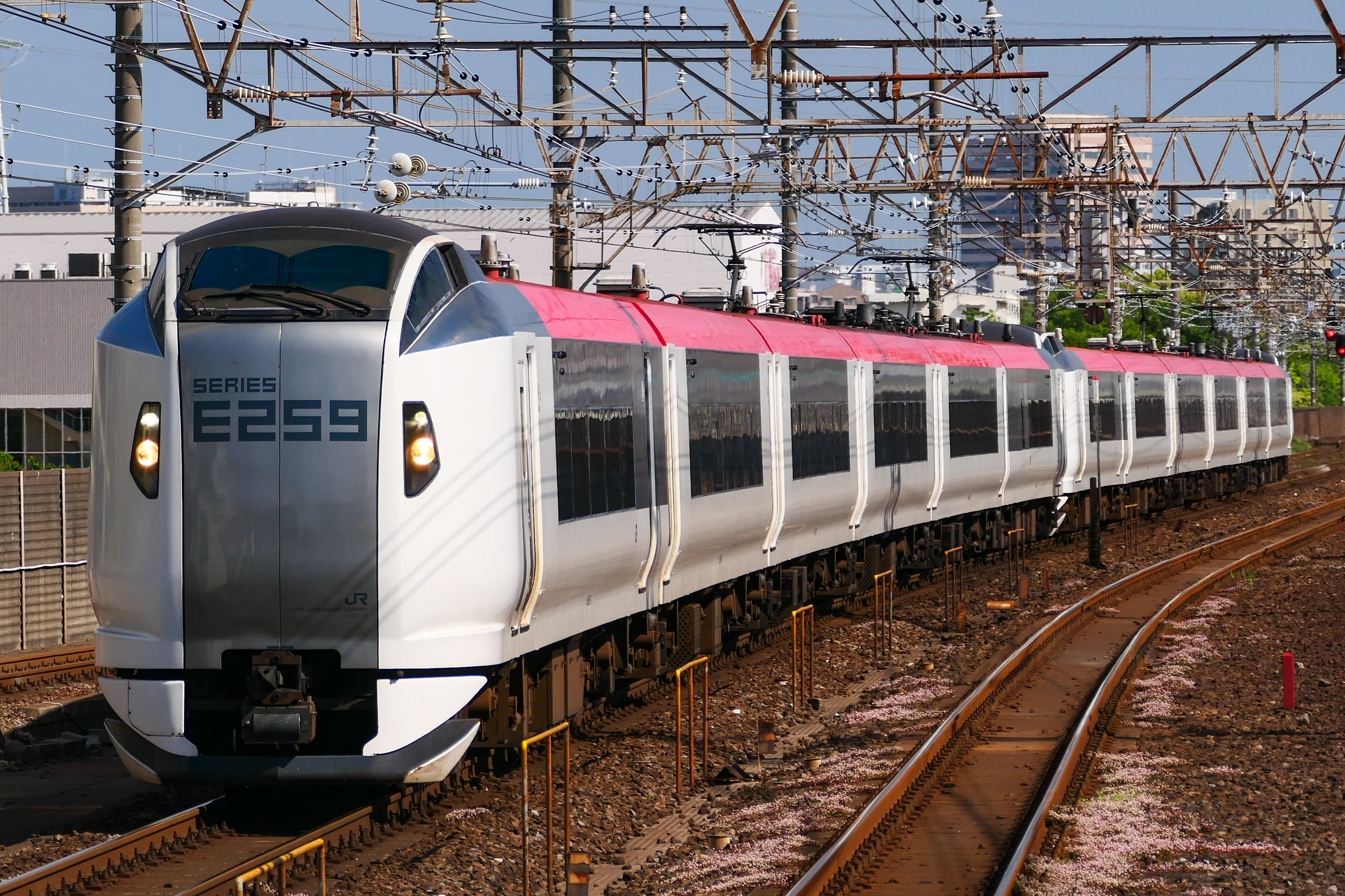
E259系
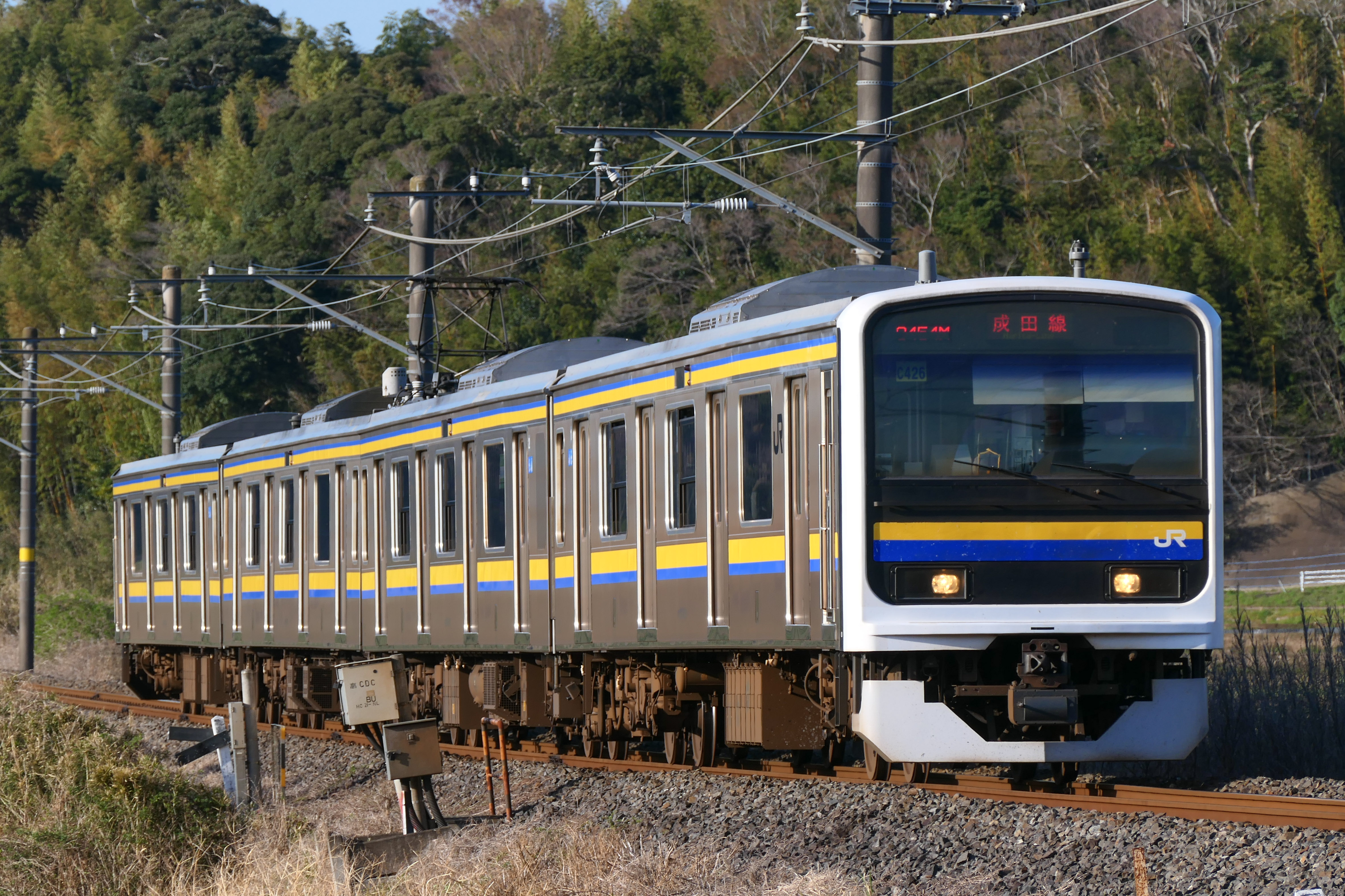
209系2000・2100番台
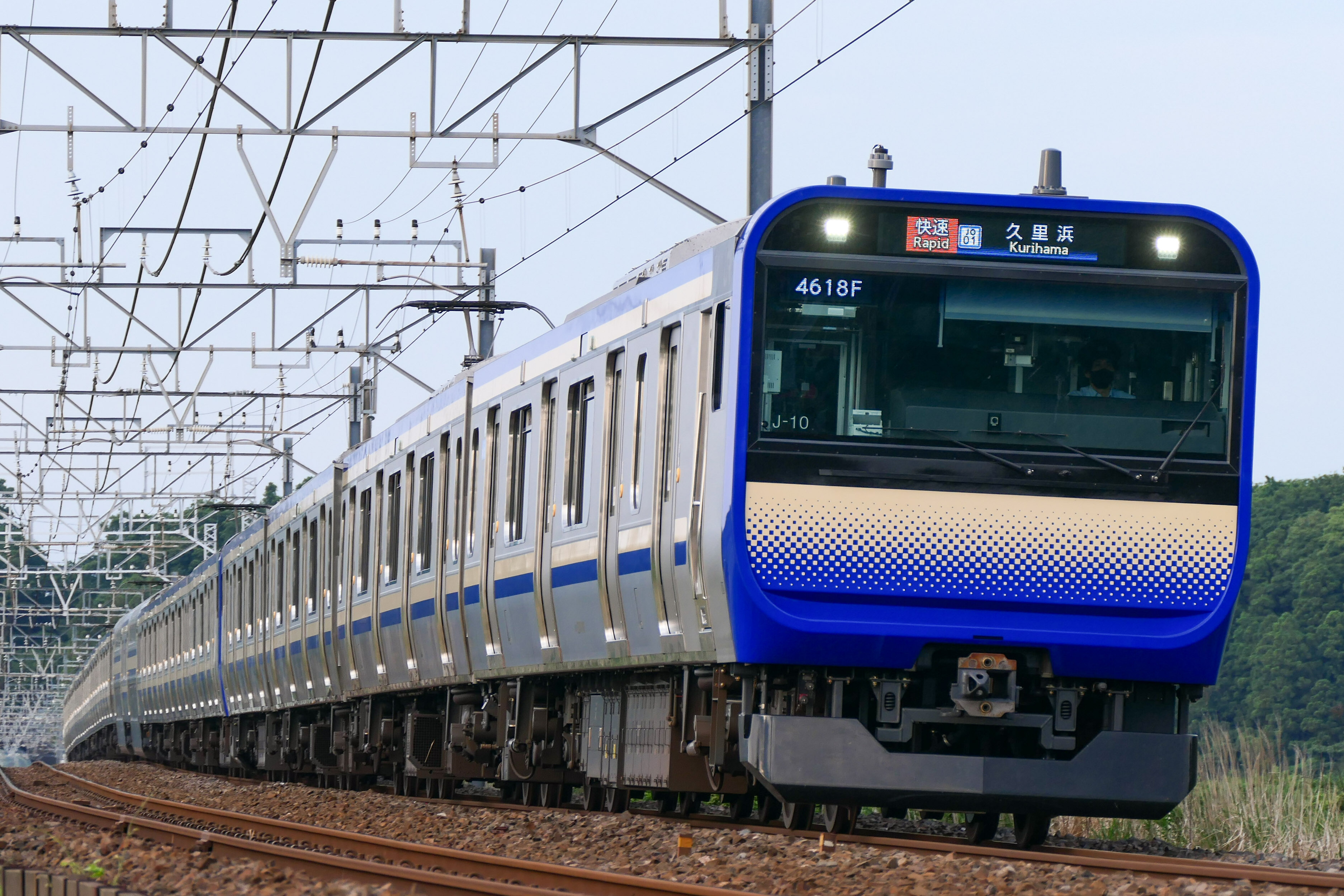
E235系1000番台
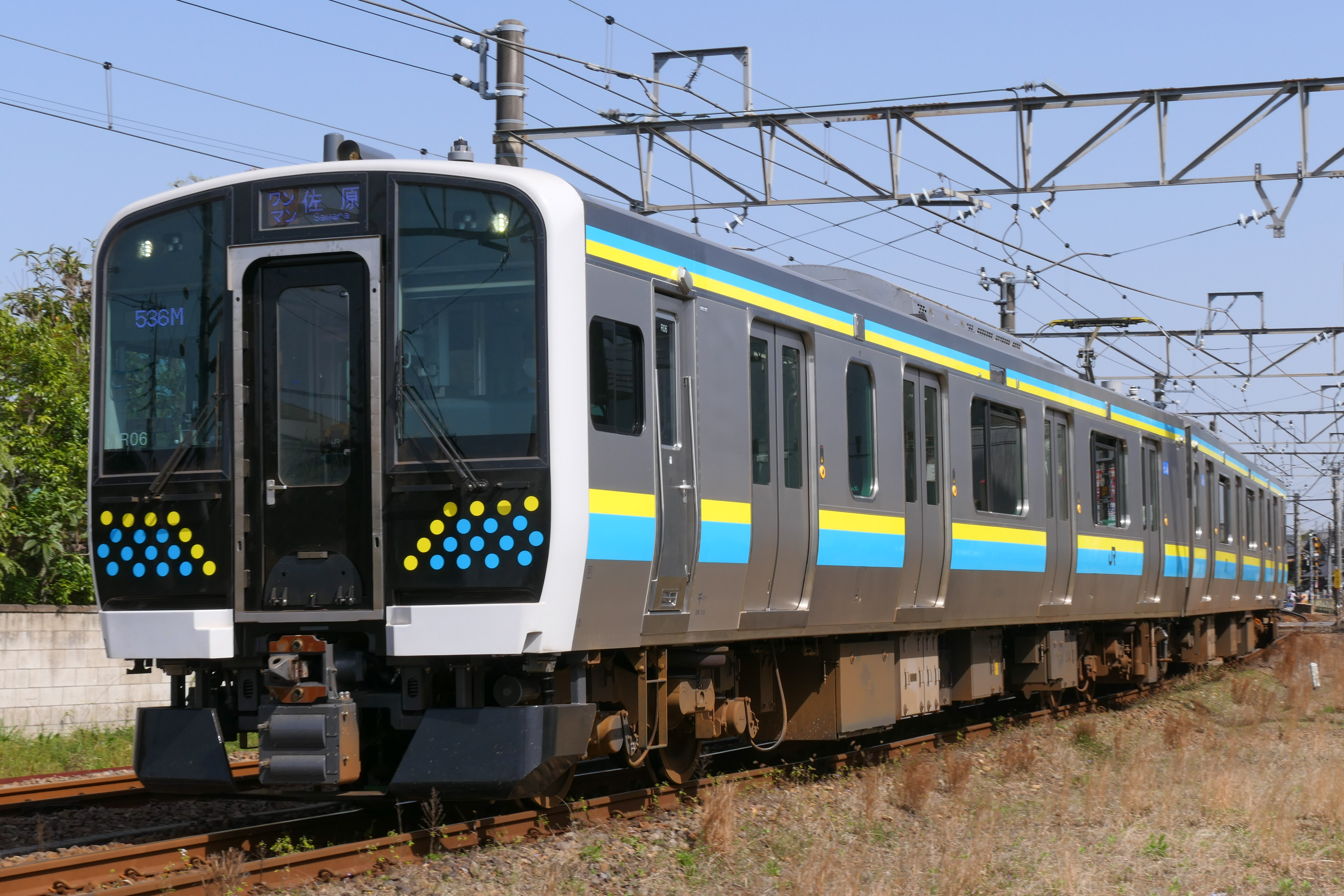
E131系
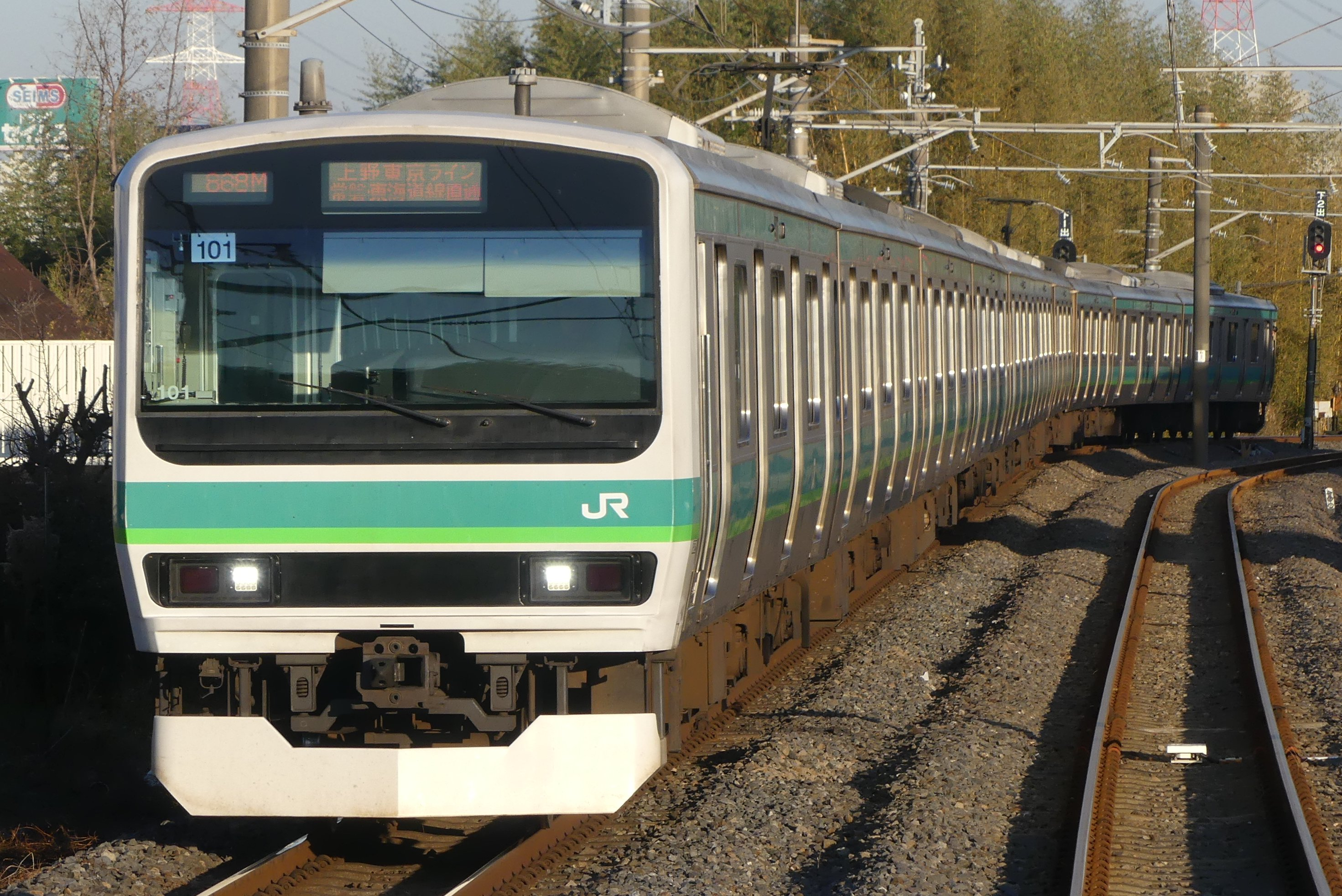
我孫子支線 E231系0番台
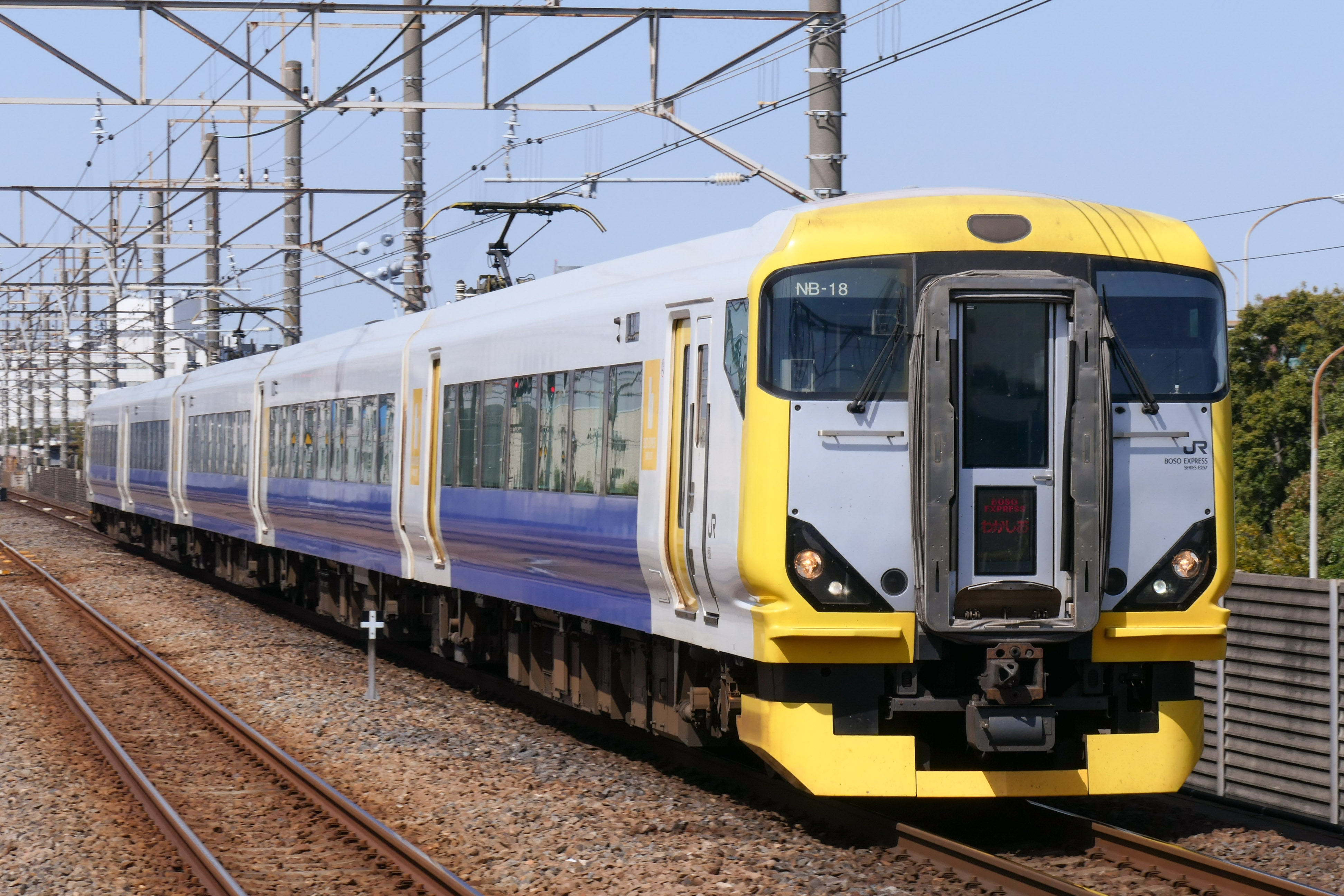
E257系500番台

### 過去の使用車両
準急・急行・特急列車
- 電車
  - 153系（「水郷」・「鹿島」で使用）
  - 165系（「水郷」・「鹿島」で使用）
  - 183系（「あやめ」・「すいごう」で使用）
  - 253系（「成田エクスプレス」で使用、鎌倉車両センター所属） - 2010年6月30日で運用終了

- 気動車
  - キハ17系（キハ16・17・18形）
  - キハ35系
  - キハ55系（「総武」・「水郷」で使用）
  - キハ58系（「水郷」で使用）

普通・快速列車
- 電車 - 1974年の電化完成以後
  - 72系 - 1977年まで
  - 103系（松戸車両センター所属） - 我孫子支線のみで1973年頃 - 2006年3月17日まで
  - 113系（幕張車両センター所属） - 我孫子支線で1998年3月13日まで、本線で2011年8月まで
  - 211系3000番台（幕張車両センター所属） - 本線と空港支線の普通として2013年3月15日まで
  - E217系（鎌倉車両センター所属）- 本線と空港支線の快速として2025年3月まで

- 気動車 - 1974年の電化完成まで
  - 17系・20系・35系・45系

- 蒸気機関車・ディーゼル機関車牽引による旧型客車

臨時列車
- 電車
  - 485系（「ニューなのはな」、幕張車両センター所属）
  - 185系（1月のみ運転される臨時列車や団体列車等に使用された。大宮総合車両センター所属）
  - 255系（2015年3月13日まで特急「あやめ」に就き、E257系の代走車両として使用されていた。幕張車両センター所属）

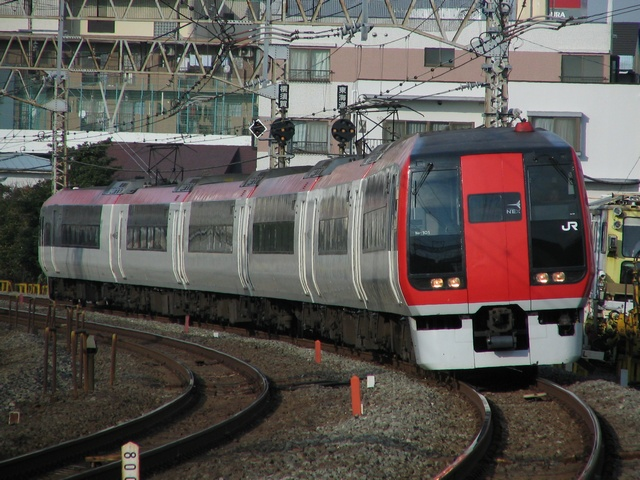
253系
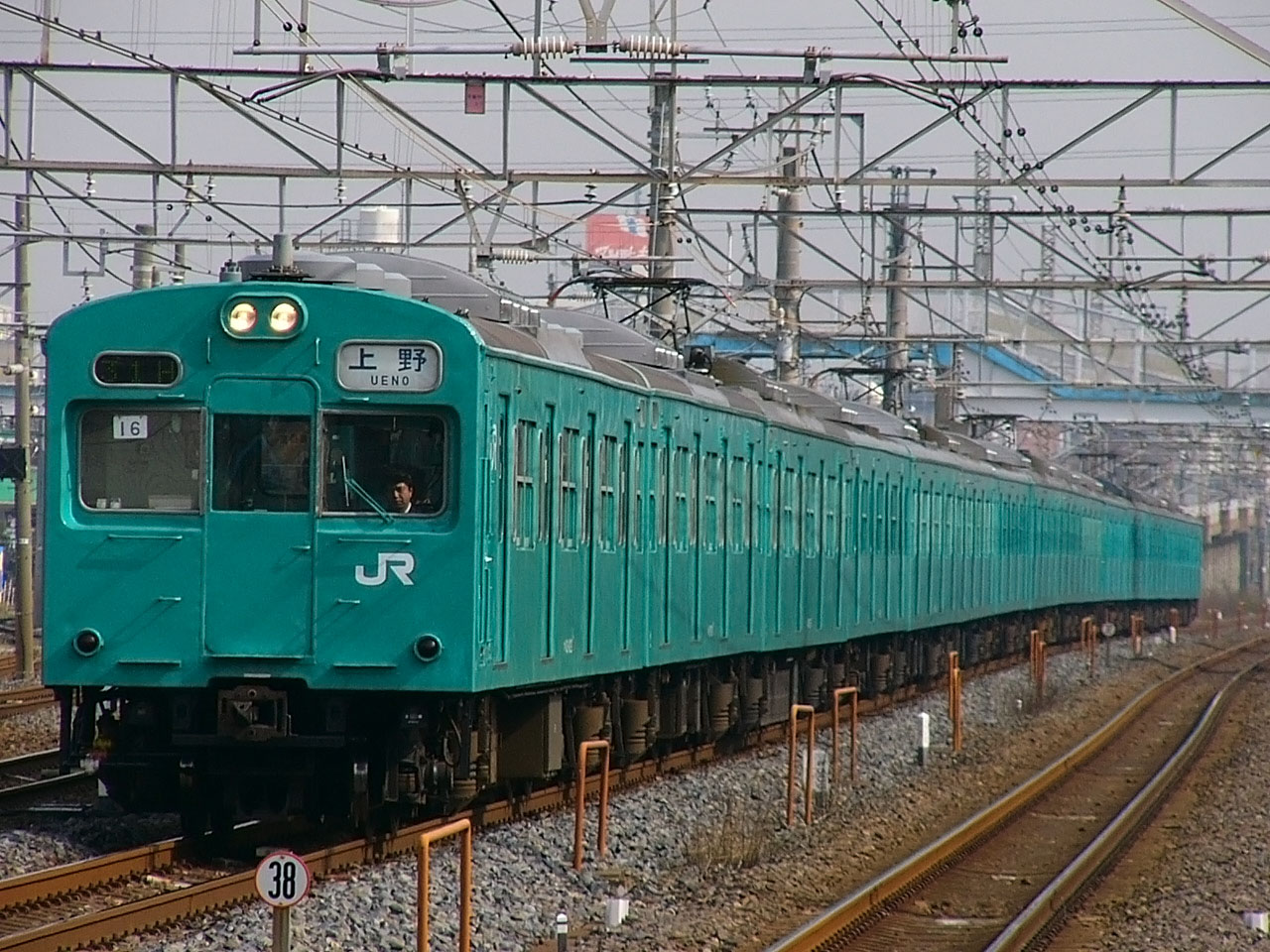
103系1000番台
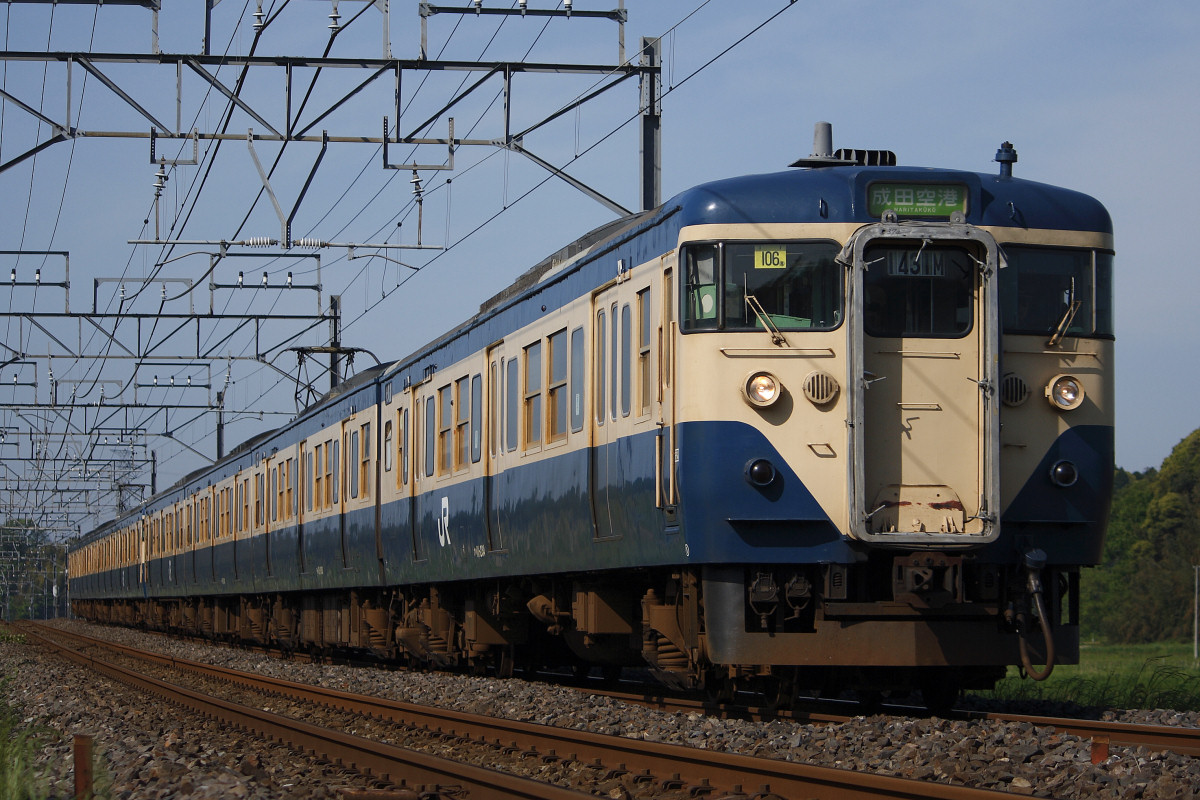
113系
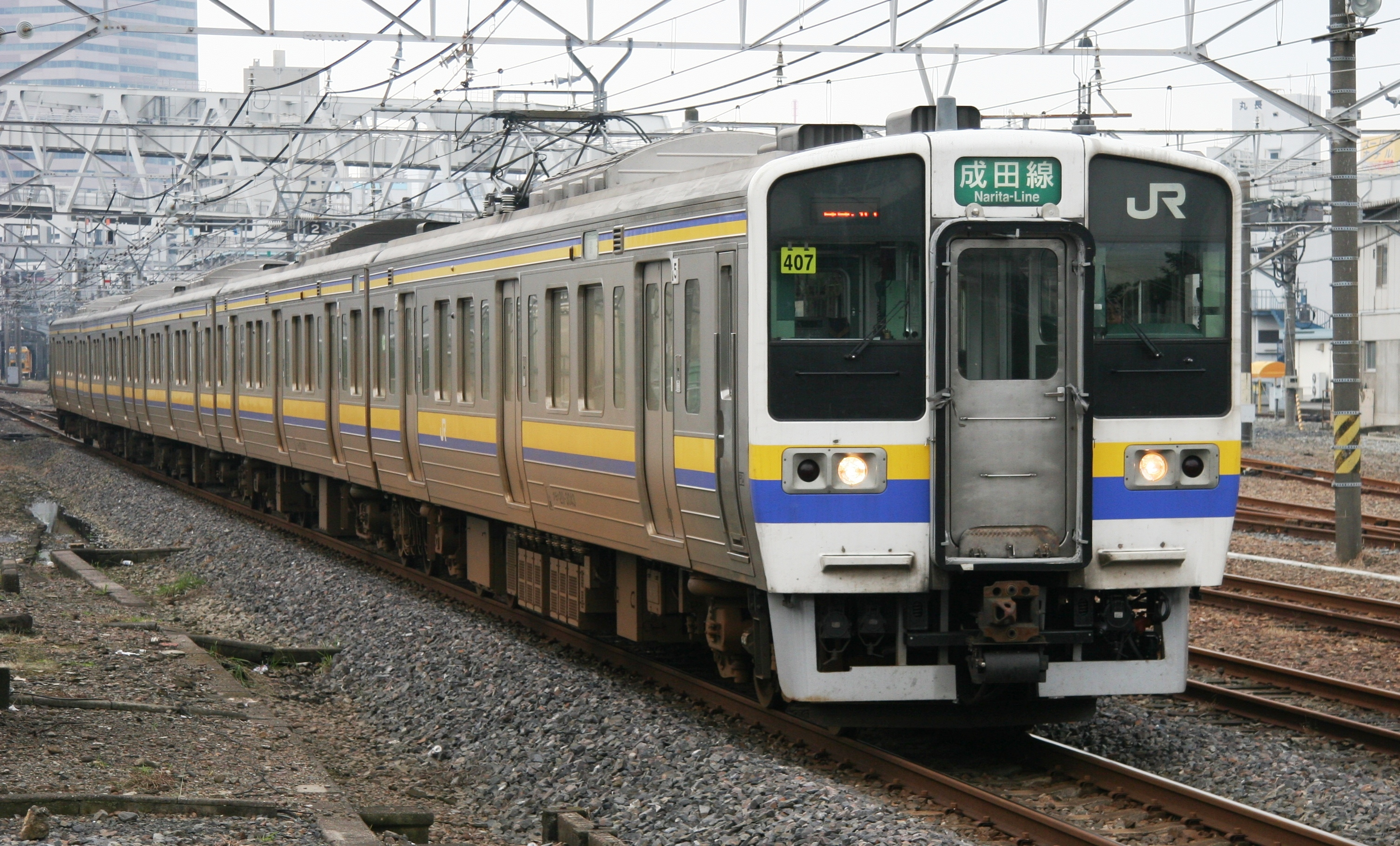
211系3000番台
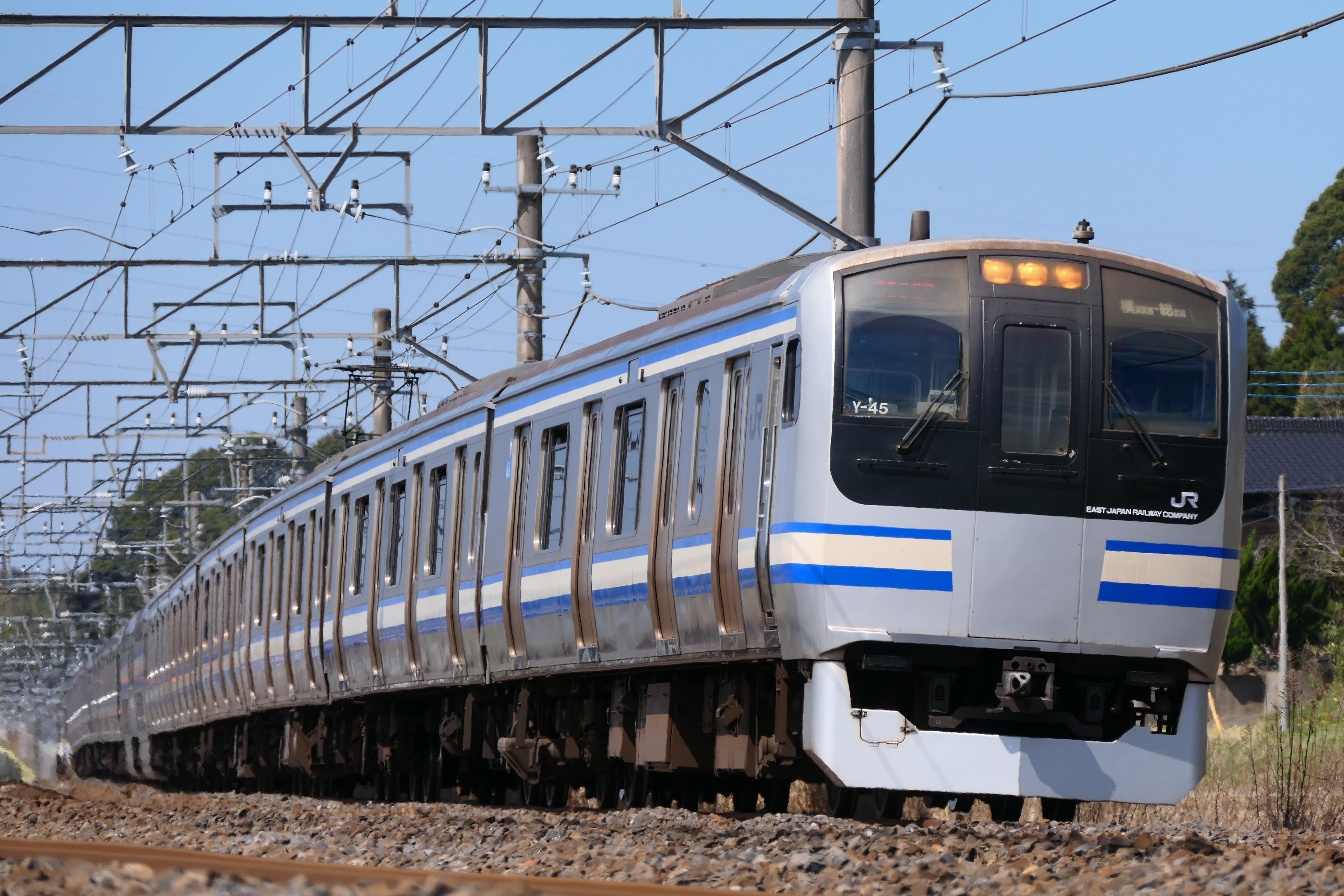
E217系
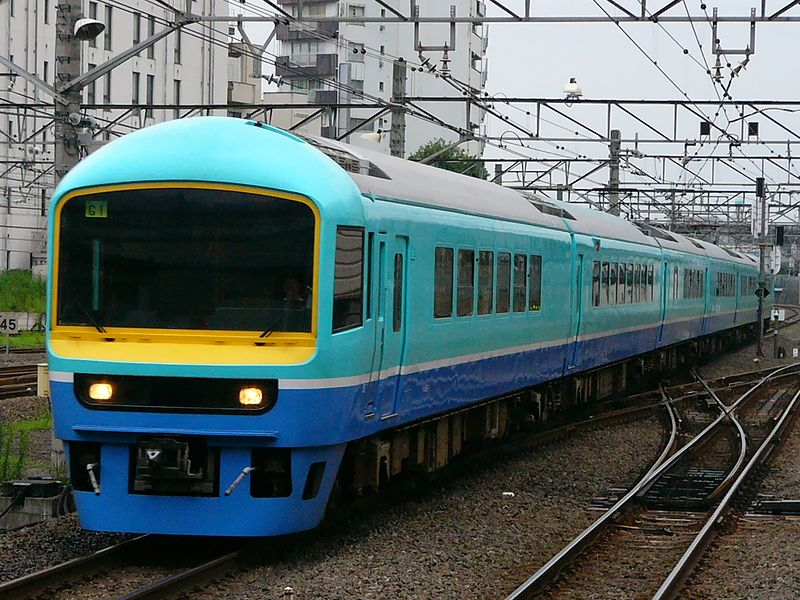
485系（ニューなのはな）

## 駅一覧
- 全駅千葉県内に所在。
- 駅ナンバリング（駅番号）は横須賀・総武快速線・総武本線千葉駅 - 佐倉駅間からの連番で割り振られている。
- 停車駅
  - 普通…すべての駅に停車
  - 快速…●印の駅は停車、｜印の駅は通過
  - 特急…「成田エクスプレス」「あやめ (列車)」参照
- 線路 … ||：複線区間、◇・｜：単線区間（◇は列車交換可）、∨：これより下は単線、∧：終点（交換可能）

### 本線（佐倉駅 - 成田駅間）・空港支線
便宜上、末端部の全列車が直通する総武本線千葉駅 - 佐倉駅間も合わせて記載する。
| 路線           | 駅番号                                   | 駅名         | 駅間 営業キロ | 累計営業キロ | 累計営業キロ | 累計営業キロ | 累計営業キロ | 快速                                                                                             | 接続路線・備考 | 線路                                      | 所在地                                    | 所在地                                    |                                           |
| 路線           | 駅番号                                   | 駅名         | 駅間 営業キロ | 東京 から    | 千葉 から    | 佐倉 から    | 成田 から    | 快速                                                                                             | 接続路線・備考 | 線路                                      | 所在地                                    | 所在地                                    |                                           |
| -------------- | ---------------------------------------- | ------------ | ------------- | ------------ | ------------ | ------------ | ------------ | ------------------------------------------------------------------------------------------------ | --- | ----------------------------------------- | ----------------------------------------- | ----------------------------------------- | ----------------------------------------- |
| 直通運転区間   | 直通運転区間                             | 直通運転区間 | 直通運転区間  | 直通運転区間 | 直通運転区間 | 直通運転区間 | 直通運転区間 | 総武快速線東京駅経由 横須賀線久里浜駅まで                                                        | 総武快速線東京駅経由 横須賀線久里浜駅まで | 総武快速線東京駅経由 横須賀線久里浜駅まで | 総武快速線東京駅経由 横須賀線久里浜駅まで | 総武快速線東京駅経由 横須賀線久里浜駅まで | 総武快速線東京駅経由 横須賀線久里浜駅まで |
| 総武本線       | JO 28                                    | 千葉駅       | -             | 39.2         | 0.0          |              |              | ●                                                                                                | 東日本旅客鉄道： 総武線（快速）・ 総武線（各駅停車）（JB 39）・■外房線・■内房線 千葉都市モノレール： 1号線・ 2号線 （CM03） 京成電鉄： 千葉線（京成千葉駅: KS59） | \|\|                                      | 千葉市                                    | 中央区                                    |                                           |
| 総武本線       | JO 29                                    | 東千葉駅     | 0.9           | 40.1         | 0.9          |              |              | ｜                                                                                               | | \|\|                                      | 千葉市                                    | 中央区                                    |                                           |
| 総武本線       | JO 30                                    | 都賀駅       | 3.3           | 43.4         | 4.2          |              |              | ●                                                                                                | 千葉都市モノレール： 2号線 （CM11） | \|\|                                      | 千葉市                                    | 若葉区                                    |                                           |
| 総武本線       | JO 31                                    | 四街道駅     | 3.5           | 46.9         | 7.7          |              |              | ●                                                                                                | | \|\|                                      | 四街道市                                  | 四街道市                                  |                                           |
| 総武本線       | JO 32                                    | 物井駅       | 4.2           | 51.1         | 11.9         |              |              | ●                                                                                                | | \|\|                                      | 四街道市                                  | 四街道市                                  |                                           |
| 総武本線       | JO 33                                    | 佐倉駅       | 4.2           | 55.3         | 16.1         | 0.0          |              | ●                                                                                                | 東日本旅客鉄道：■総武本線（成東方面） | \|\|                                      | 佐倉市                                    | 佐倉市                                    |                                           |
| 成田線（本線） | JO 33                                    | 佐倉駅       | 4.2           | 55.3         | 16.1         | 0.0          |              | ●                                                                                                | 東日本旅客鉄道：■総武本線（成東方面） | \|\|                                      | 佐倉市                                    | 佐倉市                                    |                                           |
| JO 34          | 酒々井駅                                 | 6.4          | 61.7          | 22.5         | 6.4          |              | ●            |                                                                                                  | \|\| | 印旛郡 酒々井町                           | 印旛郡 酒々井町                           |                                           |                                           |
| JO 35          | 成田駅                                   | 6.7          | 68.4          | 29.2         | 13.1         | 0.0          | ●            | 東日本旅客鉄道：成田線（本線銚子方面・我孫子支線） 京成電鉄： 本線・東成田線（京成成田駅: KS40） | \|\| | 成田市                                    | 成田市                                    |                                           |                                           |
| JO 35          | 成田駅                                   | 6.7          | 68.4          | 29.2         | 13.1         | 0.0          | ●            | 東日本旅客鉄道：成田線（本線銚子方面・我孫子支線） 京成電鉄： 本線・東成田線（京成成田駅: KS40） | \|\| | 成田市                                    | 成田市                                    | 成田線（空港支線）                        |                                           |
|                | （成田線分岐点）                         | 2.1          | 70.5          | 31.3         | 15.2         | 2.1          | ｜           | 実際の本線との分岐点                                                                             | ∨ | 成田市                                    | 成田市                                    |                                           |                                           |
|                | 堀之内信号場                             | -            | -             | -            | -            | -            | ｜           |                                                                                                  | ◇ | 成田市                                    | 成田市                                    |                                           |                                           |
| JO 36          | 空港第2ビル駅 （成田第2・第3ターミナル） | 7.7          | 78.2          | 39.0         | 22.9         | 9.8          | ●            | 京成電鉄： 本線・ 成田空港線（成田スカイアクセス）（KS41）                                       | ｜ | 成田市                                    | 成田市                                    |                                           |                                           |
| JO 37          | 成田空港駅 （成田第1ターミナル）         | 1.0          | 79.2          | 40.0         | 23.9         | 10.8         | ●            | 京成電鉄： 本線・ 成田空港線（成田スカイアクセス）（KS42）                                       | ∧ | 成田市                                    | 成田市                                    |                                           |                                           |

1. ↑  内房線の正式な起点は外房線蘇我駅だが、普通列車はすべて千葉駅発着

2022年度の時点で、上記全駅がJR東日本自社による乗車人員集計の対象となっている。

### 本線（成田駅 - 松岸駅間）
- 便宜上、末端部の全列車が直通する総武本線松岸駅 - 銚子駅間も合わせて記載する。
- この区間では、快速は成田駅 - 香取駅間で運転され各駅に停車。

| 路線           | 駅名             | 駅間 営業キロ | 累計営業キロ | 累計営業キロ | 累計営業キロ                           | 接続路線・備考                                                                                             | 線路 | 所在地        |
| 路線           | 駅名             | 駅間 営業キロ | 東京 から    | 千葉 から    | 佐倉 から                              | 接続路線・備考                                                                                             | 線路 | 所在地        |
| -------------- | ---------------- | ------------- | ------------ | ------------ | -------------------------------------- | --- | ---- | ------------- |
| 成田線（本線） | 成田駅           | -             | 68.4         | 29.2         | 13.1                                   | 東日本旅客鉄道：成田線（本線千葉方面・我孫子支線・空港支線） 京成電鉄： 本線・東成田線（京成成田駅: KS40） | \|\| | 成田市        |
| 成田線（本線） | （成田線分岐点） | 2.1           | 70.5         | 31.3         | 15.2                                   | 実際の空港支線との分岐点                                                                                   | ∨    | 成田市        |
| 成田線（本線） | 久住駅           | 4.8           | 75.3         | 36.1         | 20.0                                   | | ◇    | 成田市        |
| 成田線（本線） | 滑河駅           | 5.5           | 80.8         | 41.6         | 25.5                                   | | ◇    | 成田市        |
| 成田線（本線） | 下総神崎駅       | 6.1           | 86.9         | 47.7         | 31.6                                   | | ◇    | 香取郡 神崎町 |
| 成田線（本線） | 大戸駅           | 4.5           | 91.4         | 52.2         | 36.1                                   | | ◇    | 香取市        |
| 成田線（本線） | 佐原駅           | 3.9           | 95.3         | 56.1         | 40.0                                   | | ◇    | 香取市        |
| 成田線（本線） | 香取駅           | 3.6           | 98.9         | 59.7         | 43.6                                   | 東日本旅客鉄道：■鹿島線                                                                                    | ◇    | 香取市        |
| 成田線（本線） | 水郷駅           | 3.9           | 102.8        | 63.6         | 47.5                                   | | ◇    | 香取市        |
| 成田線（本線） | 小見川駅         | 5.2           | 108.0        | 68.8         | 52.7                                   | | ◇    | 香取市        |
| 成田線（本線） | 笹川駅           | 5.0           | 113.0        | 73.8         | 57.7                                   | | ◇    | 香取郡 東庄町 |
| 成田線（本線） | 下総橘駅         | 5.2           | 118.2        | 79.0         | 62.9                                   | | ｜   | 香取郡 東庄町 |
| 成田線（本線） | 下総豊里駅       | 3.3           | 121.5        | 82.3         | 66.2                                   | | ◇    | 銚子市        |
| 成田線（本線） | 椎柴駅           | 4.8           | 126.3        | 87.1         | 71.0                                   | | ◇    | 銚子市        |
| 成田線（本線） | 松岸駅           | 4.4           | 130.7        | 91.5         | 75.4                                   | 東日本旅客鉄道：■総武本線（八日市場方面）                                                                  | ◇    | 銚子市        |
| 総武本線       | 松岸駅           | 4.4           | 130.7        | 91.5         | 75.4                                   | 東日本旅客鉄道：■総武本線（八日市場方面）                                                                  | ◇    | 銚子市        |
| 銚子駅         | 3.2              | 133.9         | 94.7         | 78.6         | 銚子電気鉄道： 銚子電気鉄道線 （CD01） | ∧ |      | 銚子市        |

1. ↑  鹿島線の正式な起点は香取駅だが、列車はすべて佐原駅へ乗り入れ、一部は千葉方面と直通する

2022年度の時点で、JR東日本自社による乗車人員集計の除外対象となる駅（完全な無人駅）は、久住駅・大戸駅・香取駅・水郷駅・笹川駅・下総橘駅・下総豊里駅・椎柴駅である。

### 我孫子支線
- 定期列車は全列車全駅に停車。
- 全区間単線、全駅とも列車交換可能。

| 駅名         | 営業キロ     | 営業キロ     | 接続路線                                                                               | 所在地                                                             |
| 駅名         | 駅間         | 累計         | 接続路線                                                                               | 所在地                                                             |
| ------------ | ------------ | ------------ | -------------------------------------------------------------------------------------- | ------------------------------------------------------------------ |
| 成田駅       | -            | 0.0          | 東日本旅客鉄道：成田線（本線・空港支線） 京成電鉄： 本線・東成田線（京成成田駅: KS40） | 成田市                                                             |
| 下総松崎駅   | 5.1          | 5.1          |                                                                                        | 成田市                                                             |
| 安食駅       | 4.6          | 9.7          |                                                                                        | 印旛郡 栄町                                                        |
| 小林駅       | 4.9          | 14.6         |                                                                                        | 印西市                                                             |
| 木下駅       | 4.3          | 18.9         |                                                                                        | 印西市                                                             |
| 布佐駅       | 1.9          | 20.8         |                                                                                        | 我孫子市                                                           |
| 新木駅       | 3.2          | 24.0         |                                                                                        | 我孫子市                                                           |
| 湖北駅       | 2.6          | 26.6         |                                                                                        | 我孫子市                                                           |
| 東我孫子駅   | 2.9          | 29.5         |                                                                                        | 我孫子市                                                           |
| 我孫子駅     | 3.4          | 32.9         | 東日本旅客鉄道： 常磐線（快速）（JJ 08）・ 常磐線（各駅停車）（JL 30）                 | 我孫子市                                                           |
| 直通運転区間 | 直通運転区間 | 直通運転区間 | 常磐線（快速）上野駅、■上野東京ライン東京駅経由 東海道線品川駅まで                     | 常磐線（快速）上野駅、■上野東京ライン東京駅経由 東海道線品川駅まで |

2022年度の時点で、JR東日本自社による乗車人員集計の除外対象となる駅（完全な無人駅）は、東我孫子駅のみである。

### 廃止信号場
- 本佐倉信号場：1986年2月24日廃止、佐倉駅 - 酒々井駅間（佐倉駅起点4.0 km）
- 並木信号場：1986年2月24日廃止、酒々井駅 - 成田駅間（佐倉駅起点10.0 km）
- 根古屋信号場：2009年3月14日廃止、成田駅 - 空港第2ビル駅間（成田駅起点5.3 km）

### 過去の接続路線
- 成田駅：
  - 成田鉄道多古線 - 1946年10月9日廃止
  - 成田鉄道宗吾線（成田駅前） - 1944年12月11日廃止

### 新駅構想
2024年2月、東京都内で行われた有識者会議において、成田国際空港（NAA）は今後予定されている旅客ターミナル再編に合わせて、空港支線に新ターミナルに接続する新駅設置すると同時に成田空港駅を廃止とする計画を発表した。空港第2ビル駅については近隣の貨物施設などに通勤している従業員向けの駅に変更した上で存続させる可能性もあるとしている。

## データ

### 路線データ
- 管轄・路線距離（営業キロ）：全長119.1 km
  - 東日本旅客鉄道（第一種鉄道事業者）
    - 本線：佐倉駅 - 松岸駅間 75.4 km[3][4][5]
    - 我孫子支線：成田駅 - 我孫子駅間 32.9 km[3][4][5]
    - 空港支線：成田駅 - 成田線分岐点間 2.1 km[3][4][5]

  - 東日本旅客鉄道（第二種鉄道事業者）・成田空港高速鉄道（第三種鉄道事業者）
    - 空港支線：成田線分岐点 - 成田空港駅間 8.7 km[3][4][5]

  - 日本貨物鉄道（第二種鉄道事業者）：
    - 佐倉駅 - 香取駅間（43.6 km）
- 軌間：1,067 mm
- 駅数：27（起終点駅含む。本線・全支線の合計）
  - 成田線所属駅に限定した場合、総武本線所属の佐倉駅・松岸駅と常磐線所属の我孫子駅[74]の3駅が除外され、24駅となる。
- 複線区間：佐倉駅 - 成田駅 - 成田線分岐点間 15.2 km[注 20]
  - 上記以外の区間は単線
- 電化区間：全線（直流1,500 V）
- 閉塞方式：
  - 下記以外：自動閉塞式
  - 水郷駅 - 松岸駅：自動閉塞式（特殊）
- 保安装置：ATS-P・ATS-SN併設（成田線分岐点 - 成田空港駅間除く）
- 最高速度：
  - 佐倉駅 - 成田駅間 120 km/h
  - 成田駅 - 松岸駅間 85 km/h
  - 成田駅 - 成田空港駅間（空港支線） 130 km/h
  - 成田駅 - 我孫子駅間（我孫子支線） 95 km/h
- 運転指令所：千葉総合指令室（成田指令・CTC）
  - 運転取扱駅（駅が信号を制御、運行を管理）：佐倉駅、成田駅、我孫子駅

我孫子駅付近が首都圏本部の管轄であるほかは、全線が千葉支社の管轄である。千葉支社と首都圏本部の境界は、我孫子駅 - 東我孫子駅間の佐倉起点43 km地点（常磐線天王台駅南方付近）にあたる。
全線が旅客営業規則の定める大都市近郊区間の「東京近郊区間」、およびIC乗車カード「Suica」の首都圏エリアに含まれている。なお、成田駅 - 我孫子支線 - 我孫子駅 - 常磐線 - 日暮里駅 - 東北本線 - 上野駅間は、京成電鉄本線と競合するため特定区間運賃が設定されている。

## 平均通過人員
各年度の平均通過人員（人/日）は以下のとおりである。
| 年度                   | 平均通過人員（人/日） | 平均通過人員（人/日） | 平均通過人員（人/日） | 平均通過人員（人/日） | 平均通過人員（人/日） | 平均通過人員（人/日） | 出典   |
| 年度                   | 全線                  | 佐倉 - 成田           | 成田 - 佐原           | 佐原 - 松岸           | 成田 - 我孫子         | 成田 - 成田空港       | 出典   |
| ---------------------- | --------------------- | --------------------- | --------------------- | --------------------- | --------------------- | --------------------- | ------ |
| 1987年度（昭和62年度） | 12,904                | 21,582                | 11,415                | 4,316                 | 24,429                | -                     | [ 75 ] |
|                        |                       |                       |                       |                       |                       |                       |        |
| 2006年度（平成18年度） | 16,299                |                       |                       |                       |                       |                       | [ 76 ] |
| 2007年度（平成19年度） | 16,137                |                       |                       |                       |                       |                       | [ 76 ] |
| 2008年度（平成20年度） | 15,540                |                       |                       |                       |                       |                       | [ 76 ] |
| 2009年度（平成21年度） | 14,990                |                       |                       |                       |                       |                       | [ 76 ] |
| 2010年度（平成22年度） | 14,517                |                       |                       |                       |                       |                       | [ 76 ] |
| 2011年度（平成23年度） | 13,761                | 37,161                | 8,617                 | 3,401                 | 18,710                | 17,072                | [ 77 ] |
| 2012年度（平成24年度） | 14,194                | 39,661                | 8,579                 | 3,286                 | 18,557                | 19,757                | [ 77 ] |
| 2013年度（平成25年度） | 14,464                | 41,338                | 8,498                 | 3,163                 | 18,492                | 21,495                | [ 77 ] |
| 2014年度（平成26年度） | 14,083                | 40,185                | 8,397                 | 3,106                 | 17,910                | 20,913                | [ 77 ] |
| 2015年度（平成27年度） | 14,516                | 41,552                | 8,521                 | 3,187                 | 18,216                | 22,522                | [ 77 ] |
| 2016年度（平成28年度） | 14,700                | 42,320                | 8,578                 | 3,227                 | 18,204                | 23,383                | [ 78 ] |
| 2017年度（平成29年度） | 14,867                | 43,187                | 8,540                 | 3,165                 | 18,163                | 24,592                | [ 78 ] |
| 2018年度（平成30年度） | 15,183                | 44,425                | 8,724                 | 3,143                 | 18,201                | 26,072                | [ 78 ] |
| 2019年度（令和元年度） | 14,704                | 42,894                | 8,517                 | 3,038                 | 17,664                | 25,144                | [ 78 ] |
| 2020年度（令和02年度） | 8,279                 | 21,693                | 6,143                 | 2,343                 | 11,701                | 6,359                 | [ 78 ] |
| 2021年度（令和03年度） | 9,069                 | 23,931                | 6,852                 | 2,596                 | 12,804                | 6,400                 | [ 75 ] |
| 2022年度（令和04年度） | 11,221                | 31,871                | 7,403                 | 2,617                 | 14,500                | 13,897                | [ 75 ] |
| 2023年度（令和05年度） | 13,391                | 39,950                | 7,799                 | 2,626                 | 16,011                | 22,407                | [ 75 ] |